# Littérature chinoise

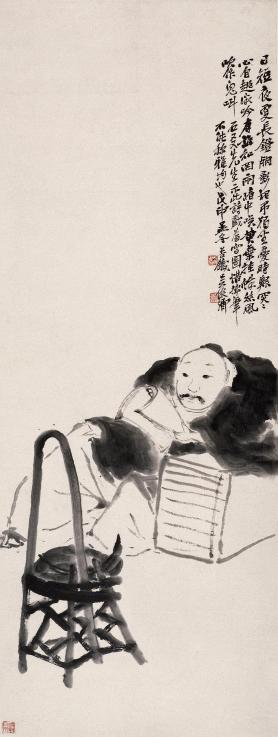
Lecture à la lumière de la lampe à huile, Wu Changshuo, 1908 (musée d'Art national de Chine).

La littérature chinoise a une place à part dans l'histoire de l'humanité, étant donné le culte réservé à la chose écrite en Chine et le caractère unique des caractères chinois, qui tirent leur origine de rites divinatoires et se différencient radicalement des systèmes phonétiques utilisés dans la majorité des autres langues.
On peut donc considérer l'émergence de la littérature chinoise au moment où les idéogrammes chinois ont quitté leur vocation originelle pour se constituer en caractères utilisables indépendamment, sans doute 2000 ans av. J.-C. Ces premiers écrits gardent toutefois une rigidité canonique ou une vocation philosophique qui pose parfois problème avec la notion occidentale de « littérature ».
Parmi l’étendue de la littérature chinoise, cinq romans-fleuves se distinguent particulièrement, connus comme les « Quatre livres extraordinaires », tant pour leur grandeur que leur influence : Au bord de l'eau (XIVe siècle), Les Trois Royaumes (XIVe siècle), La Pérégrination vers l'Ouest (XVIe siècle), Jin Ping Mei (XVIe siècle), et Le Rêve dans le pavillon rouge (XVIIIe siècle).

## Aperçu historique

### Les premiers textes
Les premiers textes connus en Chine sont des inscriptions oraculaires. Il en existe environ cinquante mille, datant des xve – xe siècles av. J.-C., et contenant six mille signes dont un tiers ont été déchiffrés. Il s'agit d'archives sous forme d'inscriptions brèves (la plus longue fait une centaine de caractères) sur des omoplates de bovidés ou des écailles de tortues. Un signe figurant une liasse de lattes en bois ou en bambou atteste que le « livre » existait à une époque très reculée. À partir du xie siècle av. J.-C. apparaissent des inscriptions sur bronze, qui perdurent jusqu'au iie siècle av. J.-C..

### La littérature de l'Antiquité
Pour des articles plus généraux, voir Dynastie Zhou, Période des Printemps et Automnes et Période des Royaumes combattants.

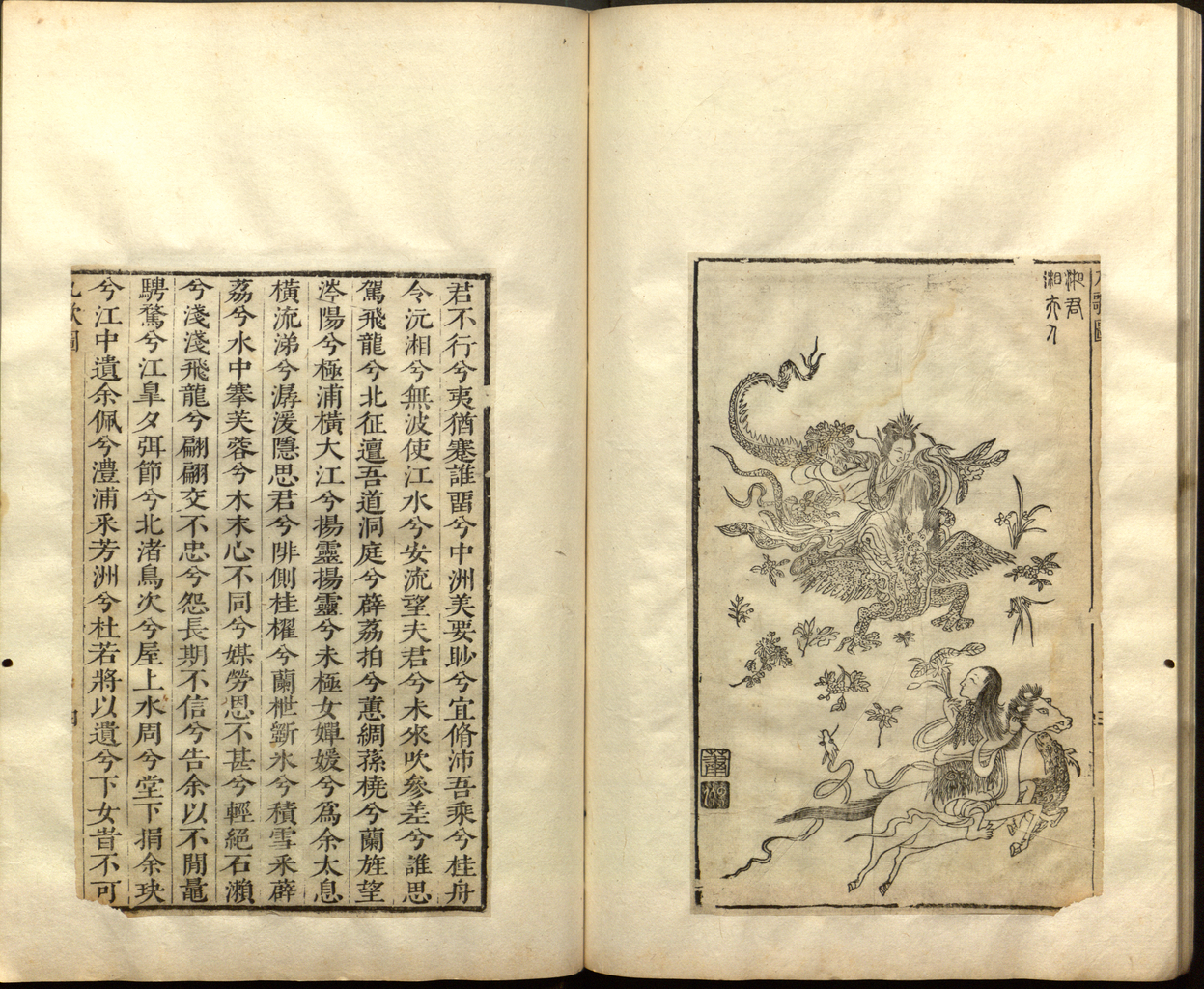
Les déesses de la rivière Xiang. Le Li sao illustré, édition de 1645, dessins de Xiao Yuncong (1596-1673), gravés par Tang Yongxian. Collections de la Bibliothèque du Congrès.

En raison de la destruction des livres ordonnée par l'empereur Qin Shi Huang en 213 av. J.-C., tous les textes de l'Antiquité qui nous sont connus ont en fait été reconstitués par la suite sous la dynastie Han. Parmi eux sont considérés comme des œuvres littéraires deux recueils de poèmes, le Classique des vers et les Chants de Chu, certaines œuvres philosophiques dans lesquelles sont racontées des anecdotes, et certains livres d'histoire.
Le Classique des vers est un recueil de poèmes dont les textes datent du xie au ve siècle av. J.-C. On y trouve des chants religieux, des chants de cour ainsi que des chansons populaires. L'anthologie a été réalisée dans le royaume de Lu, bien que les poèmes proviennent aussi de nombreux autres royaumes, et a été par la suite attribuée à Confucius.
Le Commentaire de Zuo (Zuo Zhuan), attribué à Zuo Qiuming (fin du VIe siècle-début du Ve siècle av. J.-C.), avec sans doute des ajouts qui lui sont postérieurs, est un ouvrage historique se présentant comme un commentaire des Annales du royaume de Lu et couvrant les événements qui vont de 722 à 468 av. J.-C. Le style de Zuo, ses descriptions des combats, les dialogues et discours prêtés aux personnages font de l'ouvrage un chef-d'œuvre littéraire.
Les Chants de Chu sont une anthologie composée sous les Han, mais la moitié de ces chants datent de l'époque du royaume de Chu. Certains, tels le Li sao ou les Neuf Chants, sont des poèmes de Qu Yuan (vers 340 - vers 280 av. J.-C.), le premier poète chinois dont on connaisse le nom et le premier à écrire de la poésie personnelle. Dans le même recueil, les Neuf Discussions du poète Song Yu (iiie siècle av. J.-C.) sont dans la continuité de la poésie de Qu'Yuan. Les Chants de Chu sont influencés par le chamanisme, religion caractéristique de royaume de Chu et qui faisait considérer ce dernier comme « barbare » aux yeux des autres royaumes.
Les anecdotes, allégories ou devinettes que l'on trouve dans les œuvres des philosophes de la période des Royaumes combattants sont les témoignages de l'existence d'une importante littérature populaire, laquelle a aussi été réutilisée dans des œuvres très diverses, comme la Chronique du Fils du Ciel Mu, récit mythique des voyages du roi Mu, retrouvée en 279 de notre ère dans une tombe de la période des Royaumes combattants. Meng Zi (372-289) employait des anecdotes pour introduire ses idées, afin de ne par heurter ses interlocuteurs, les souverains de l'époque, et est le premier des philosophes écrivains. Ces anecdotes sont devenues par la suite un genre, certaines sont aussi à l'origine d'une sorte de proverbes (les chengyu). On trouve de telles anecdotes aussi chez Han Fei Zi, fondateur du légisme, dans les Annales des Printemps et des Automnes de Lü de Lü Buwei, ou encore dans des ouvrages historiques tel le Zhan Guo Ce. Au point de vue de la littérature, les œuvres des penseurs taoïstes ont une importance particulière. C'est notamment le cas du Zhuangzi de Zhuang Zhou (369-286 av. J.-C.), où imagination et humour donnent lieu à nombre de comparaisons et métaphores et paraboles. Considéré comme l'un des chefs-d'œuvre de la littérature chinoise, le Zhuangzi a une influence déterminante sur toute la pensée esthétique postérieure. Le Liezi, attribué à Lie Yukou, mais sans doute retravaillé sous les Han, lui est comparable,.

Odes mineures du Classique des vers. Peinture attribuée à Ma Hezhi (vers 1130-vers 1170), calligraphie attribuée à l'empereur Gaozong des Song. Rouleau de. Musée du Palais, Pékin.

### La littérature sous les Han
Pour des articles plus généraux, voir Dynastie Qin et Dynastie Han.
La période Han (206 av. J.-C.-220 apr. J.-C.) est une époque majeure pour la prose chinoise, héritière des différents genres de la période des Royaumes combattants, avec des écrivains comme Jia Yi (201-168), Dong Zhongshu (175-105) ou Sima Qian (vers 135-vers 93). Ouvrage historique couvrant toute l'histoire antérieure de la Chine, les Mémoires historiques (Shiji) de Sima Qian, grâce au style de l'auteur, la place faite aux discours, aux anecdotes, se range tout autant au rang des grandes œuvres littéraires.
Le recueil des Chants de Chu est composé par Liu Xiang (77-6 av. J.-C.) puis Wang Yi au IIe siècle apr. J.-C. Il comprend pour moitié des poèmes de la période des Royaumes combattants et pour le reste des poèmes de l'époque Han écrits à leur imitation.
Les anecdotes contenus dans les ouvrages des philosophes ont donné au bibliothécaire Liu Xiang l'idée de composer un recueil, le Jardin d'anecdotes (Shuo Yuan), donnant ainsi naissance à un nouveau genre qui comprendra par la suite des recueils de pensées, des livres de notes et autres recueils divers.

#### L'historiographie

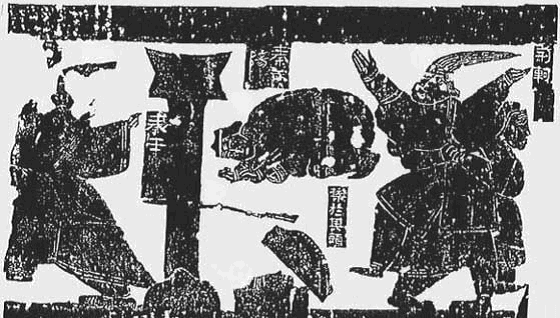
Tentative d'assassinat de Qin Shi Huang, le premier empereur de Chine (à gauche), par Jing Ke (à droite). Estampage d'une tombe de la dynastie Han. La biographie de Jing Ke figure parmi celles consacrées aux spadassins, dans la dernière partie des Mémoires historiques de Sima Qian.

Poursuivant l'entreprise commencée par son père, Sima Tan (en) (165-110 av. J.-C.), Sima Qian (env. 145-env. 85 av. J.-C.) écrit l'histoire de la totalité du monde connu depuis les origines jusqu'à son époque dans ses Mémoires historiques. L'ouvrage adopte un plan original : douze « annales fondamentales » (benji), qui traitent des souverains des dynasties successives ; dix « tableaux chronologiques » (biao) ; huit « traités » (shu) sur les rites, la musique, etc. ; une section de trente « maisons héréditaires » (shijia) sur les grandes familles féodales ; enfin soixante-dix « biographies » de personnages plus ou moins célèbres, certains étant regroupés par types, comme les assassins, les bouffons, les fonctionnaires cruels… On peut lire dans les Mémoires historiques une critique sourde contre la dynastie Han : Xiang Yu (232-202 av. J.-C.), qui s'était opposé au fondateur de la dynastie Han, a ainsi droit à un chapitre des « annales fondamentales ». Dans certaines biographies de la dernière partie de ses Mémoires historiques, Sima Qian se fait presque romancier. L'œuvre de Sima Qian a ensuite servi de modèle pour l'écriture, sous chaque dynastie, de l'histoire de la dynastie précédente : ce sont les Vingt-Quatre Histoires. Rédigées par des fonctionnaires, elles n'ont le plus souvent pas d'intérêt littéraire.

#### Lefu
Favorisé par l'intense vie intellectuelle des cours princières, le genre le plus prisé durant la période Han est le fu, sorte de poème en prose (bien qu'il ne soit pas considéré comme de la poésie en Chine). Les fu décrivent les parcs, les chasses ou les palais des différentes cours, et se caractérisent par leur composition en phrases parallèles dans une langue précieuse et savante. Le genre est dans un premier temps inspiré des Chants de Chu, auxquels il reprend les descriptions de paysages ou la richesse du vocabulaire, à l'exemple du fu À la mémoire de Qu Yuan de Jia Yi. Le grand représentant du genre est Sima Xiangru (179-117), mais presque tous les écrivains s'y sont essayés : Yang Xiong (53 av. J.-C.-18 apr. J.-C.), l'historien Ban Gu (32-92), le savant Zhang Heng (78-139) sont les plus connus. Les fu d'amour, de Song Yu (iiie siècle av. J.-C.) ou de Cao Zhi (192-232) par exemple, relatant la rencontre entre une déesse et un mortel, s'inspirent eux aussi des poèmes chamanistiques des Chants de Chu, dans lesquels la divinité est invitée à prendre possession du chamane,.

#### Leyuefu
Un « bureau de la Musique » (Yuefu) est créé sous les Han en 177, avec pour fonction de composer des hymnes pour les sacrifices, de la musique de cour, mais aussi de recueillir des chansons populaires, afin de prendre la mesure de l'opinion. Les poèmes issus de ce Bureau appartiennent à un genre portant le même nom, le yuefu. La simplicité du langage caractérise ces ballades populaires qui ont pour sujet la vie des humbles, et dont les deux plus connues sont Les Mûriers sur les diguettes et Le paon vole vers le sud-est. Les Dix-neuf poèmes anciens, recueil anonyme datant de cette période, présentent des similitudes avec les yuefu. Les yuefu, qui ont introduit les vers de cinq et sept caractères, ont été imités par les lettrés, qui ont écrit des poèmes sur les mélodies populaires.

#### La poésie de l'ère Jian'an
La fin des Han, durant l'ère Jian'an (196-220), voit apparaître une poésie plus personnelle, marquée par les événements tragiques du temps. Cette tendance est à l'œuvre chez les Cao, Cao Cao (155-220) et ses deux fils Cao Pi (187-225) et Cao Zhi (199-232), ainsi que les Sept Lettrés de Jian'an, certains des plus fameux poètes de la période. Le poème de Kong Rong (153-208) sur la mort de son fils ou la Ballade du soldat qui conduit son cheval à l'abreuvoir sous la Grande Muraille de Chen Lin (mort en 217) sont représentatifs de cette poésie. Le plus connu de ces Sept Lettrés est Wang Can (177-217), lequel évoque lui aussi les misères de son temps dans sa série intitulée Les Sept tristesses. La poétesse Cai Yan de son côté relate son exil chez les Xiongnu dans ses Dix-huit stances pour chalumeau barbare (Hujia shiba pai) et son Poème tragique (Beifen shi),.

Le Fu du parc Shanglin de Sima Xiangru. Peinture attribuée à Qiu Ying (XVIe siècle), sur un rouleau de soie de (musée national du palais à Taïwan).

### La littérature des Six Dynasties
Pour des articles plus généraux, voir Trois Royaumes de Chine, Dynastie Jin (265-420), Dynastie Jin de l'Est, Seize Royaumes et Dynasties du Nord et du Sud.

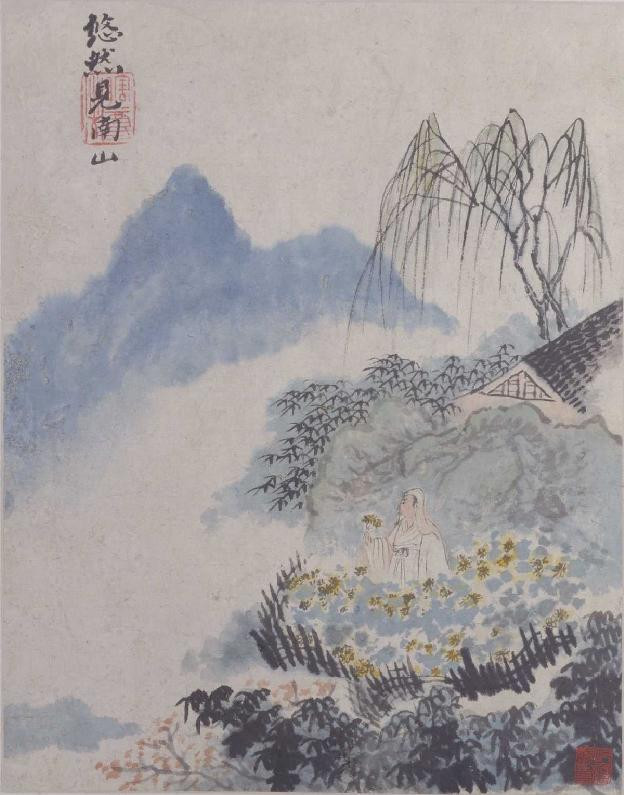
L'une des Illustrations dans l'esprit des poèmes de Tao Yuanming, de Shitao (1642-vers 1707). Musée du palais, Pékin.

Après la disparition de l'empire unifié des Han, la littérature voit apparaître durant les siècles de division qui suivent (période dite des Six Dynasties) un affaiblissement de la tradition des études classiques et une crise morale (en outre les archives et la bibliothèque impériale des Han à Luoyang sont brûlés en 190 ; la bibliothèque des Cao-Wei l'est en 311) provoquant l'apparition de tendances novatrices : un repli sur soi des milieux intellectuels, la création d'œuvres pour leur intérêt artistique, dans une sorte d'esthétisme contraire à la tradition classique, et dans le même temps les premiers ouvrages de réflexion sur la littérature, ainsi que la place croissante de la poésie. Désengagement de la politique et esthétisme marquent les IIIe et IVe siècles, notamment sous les dynasties du Sud. Le confucianisme est délaissé par les lettrés au profit du taoïsme ou du bouddhisme. La richesse des IVe – Ve siècles et du début du VIe siècle qui marquent l'histoire littéraire des dynasties du Sud se résout en une sorte de formalisme sous la dernière d'entre elles, la dynastie Chen (557-589). C'est l'époque où s'épanouit le style pianwen, fait de phrases accouplées, ou siliuwen, fait de phrases de quatre ou six caractères, au caractère artificiel et recherché.

#### La poésie
Les tendances qui apparaissent avec les poètes de l'ère Jian'an s'affirment dès la génération suivante, avec les Sept Sages de la forêt de bambou, qui affichent leur goût pour l'alcool, la liberté et l'anticonformisme. De ce groupe de poètes, les plus célèbres sont Ruan Ji (210-263) et Xi Kang (223-262). Les mêmes caractéristiques sont à l'origine du célèbre épisode de la réunion du pavillon des Orchidées (en) (lantinghui), à Guiji (l'actuelle Shaoxing), où quarante et un poètes réunis à l'initiative du calligraphe Wang Xizhi (307-365) y improvisèrent un concours de poésie. Tao Yuanming (365-427) est le poète de la vie champêtre. Refusant de faire carrière, influencé par le taoïsme, il mène une vie retirée à la campagne, qu'il vante dans sa poésie au style simple, ainsi que son goût pour le vin. Avec La Source aux fleurs de pêcher, texte utopique en prose, il décrit l'existence d'un village oublié où l'on mène la même vie simple depuis des temps reculés. Xie Lingyun (385-443), poète bouddhiste, inaugure la poésie de paysage, genre le plus caractéristique de la poésie chinoise.
Les chansons populaires s'inscrivent dans la continuité de celles des Han. C'est de cette période que datent Le paon vole vers le sud-est (IIIe siècle) ou La Ballade de Mulan (Ve siècle).

#### Les recueils d'anecdotes

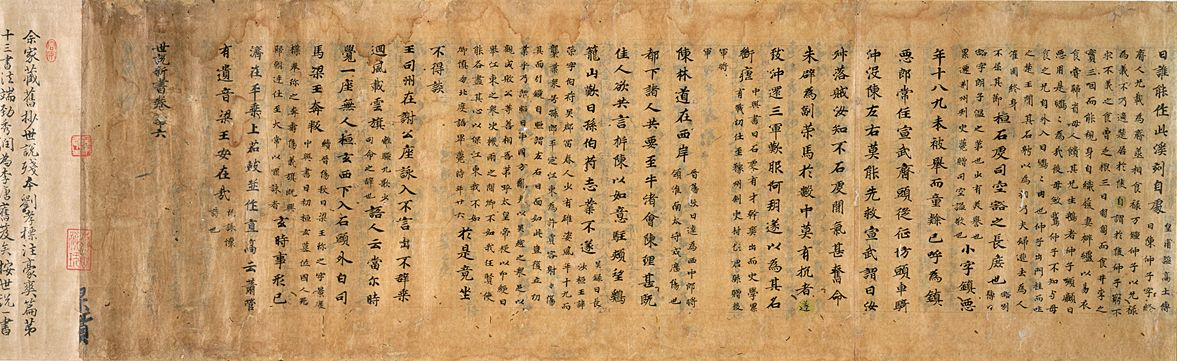
Copie du Shishuo xinyu, chap. VI, datant du VIIIe siècle. Trésor national du Japon, Musée national de Tokyo.

Les IVe et Ve siècles sont la grande période des recueils d'anecdotes. Leur succès s'explique à la fois par le penchant des lettrés à considérer toute information, même peu sûre, digne d'intérêt d'un point de vue historique et par la moindre influence du confucianisme durant cette période. On en distingue deux genres : ceux qui rapportent des faits étranges (zhiguai) et ceux qui traitent des personnes excentriques (zhiren). À la recherche des esprits (IVe siècle) de Gan Bao, qui relate des histoires surnaturelles de fantômes et d'esprits, et le Bowu zhi (De toutes choses), compilation de Zhang Hua (232-300), appartiennent à la première catégorie. Les Anecdotes contemporaines et nouveaux propos (Shishuo xinyu), compilées vers 430 par Liu Yiqing, relèvent de la seconde. Ce dernier ouvrage rapporte des anecdotes sur des personnages historiques, au comportement anticonformiste, influencés par le néotaoïsme ou le bouddhisme, pratiquant des « conversations pures » (qingtan).

#### La critique littéraire
La fin de l'empire unifié des Han conduit à considérer la littérature en tant que phénomène autonome, et non plus sous l'angle des préoccupations morales et utilitaires qui était celui du confucianisme. Cao Pi (187-226) est le premier, dans son discours sur la littérature (Lun wen) à traiter de la littérature sous un aspect esthétique, suivi par Lu Ji (262-303) avec son fu sur la littérature (Wen fu). L'ouvrage le plus important dans ce domaine, le Wenxin diaolong (L'esprit de la littérature et le dragon sculpté) de Liu Xie, date des environs de 500. L'auteur y analyse les origines de la littérature, les différents genres, et les principaux procédés caractéristiques de la littérature chinoise, tels que souffle (bi), vent et ossature (fenggu) ou comparaison et incitation (bixing). Zhong Rong (468-518), dans son Shipin (écrit entre 513 et 517), effectue un classement de cent vingt-deux poètes des IIIe – VIe siècles en fonction de leurs qualités.
La réflexion critique entraîne la constitution d'anthologies littéraires, dont la plus ancienne est le Wenxuan de Xiao Tong (501-531), qui réunit une soixantaine de livres en conciliant l'approche moraliste et le souci esthétique. Xu Ling (en) (507-583) est l'auteur d'une autre anthologie fameuse, les Nouveaux Chants des terrasses de jade (Yutai xinyong), compilée vers 545 et consacrée principalement à la poésie érotique (yange 豔歌) dans le « style du palais » (gongti), à l'origine de la poésie de style jinti shi des Tang.

### La littérature sous les Tang (618-907)
Pour des articles plus généraux, voir Dynastie Sui et Dynastie Tang.

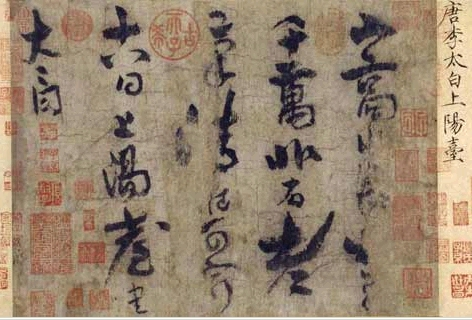
Poème Sur le Temple Yangtai de Li Bai (701-762). Calligraphie attribuée à l'auteur. Musée du palais, Pékin.

La dynastie Sui (581-618) et la dynastie Tang (618-907) jusqu'au milieu du VIIIe siècle mettent fin à la période de division des siècles antérieurs et ouvrent une période d'expansion et de prospérité sans précédent. Le bouddhisme exerce une influence décisive en peinture, sculpture et poésie. Dans le même temps ces dynasties héritent des traditions de la période des dynasties du Nord et du Sud : la prose en phrases accouplées, la poésie de cour, la critique littéraire fondée sur un jugement exclusivement esthétique des œuvres. Ainsi le Wenxuan est-il l'objet d'un commentaire de Li Shan en 658, qui fera ensuite partie du Wenxuan aux cinq commentateurs (Wuchenzhu Wenxuan) en 719.

#### L'âge d'or de la poésie

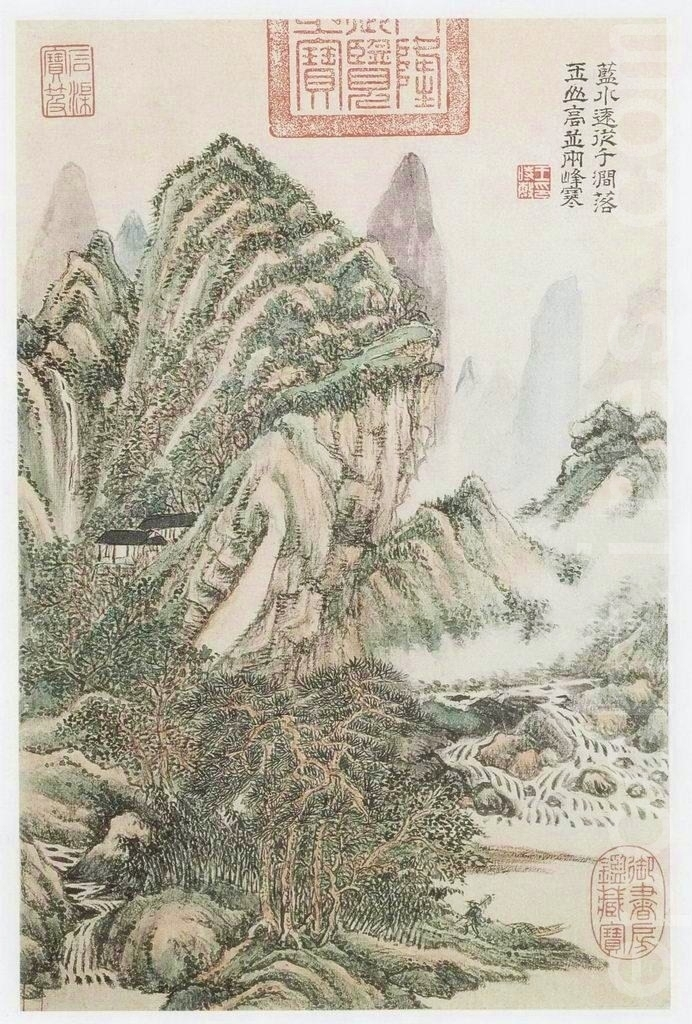
Feuille d'un album illustrant des poèmes de Du Fu, par Wang Shimin, 1666. Musée du palais, Pékin.

La poésie des Tang fait la synthèse des traditions antérieures, depuis la simplicité des poèmes Han jusqu'à la poésie maniérée des dernières dynasties du Sud. Le système des examens impériaux, où est imposée une épreuve de poésie, fait que cette dernière n'est plus exclusivement une pratique aristocratique, mais touche de nouvelles couches sociales. Le rôle joué par certains empereurs, qui sont aussi mécènes, tel Xuanzong, lui-même poète, ou par les courtisanes de la capitale Chang'an explique aussi le développement sans précédent de la poésie entre les VIIe et Xe siècles. Le Recueil intégral des poètes des Tang (Quantangshi (en)), qui ne contient en fait qu'une partie des poèmes de l'époque Tang, publié en 1705, comprend 48 900 poèmes de 2 300 auteurs.
Deux genres principaux se distinguent : le guti shi (en) et le jinti shi. Le guti shi (« poésie ancienne ») se rapporte à l'ensemble de la poésie issue des Han et des dynasties du Nord et du Sud et se caractérise par son absence de règles tonales ou métriques. Le jinti shi (« poésie nouvelle ») fait au contraire appel à un ensemble de règles strictes en matière de prosodie, et se divise lui-même en deux autres genres, le lüshi (en), un huitain, et le jueju (en) (« vers brisé »), un quatrain, en fait une forme réduite du lüshi. Malgré un ensemble de règles précises en matière de tons, de rimes, etc., les poètes adeptes du jinti shi ne s'interdisaient pas une certaine souplesse à l'usage.
Au rang des plus grands poètes figurent Chen Zi'ang (en), Song Zhiwen (en), Shen Quanqi (en) au début des Tang, Meng Haoran, Wang Changling, Wang Wei, Li Bai (Lǐ Bó), Gao Shi et Du Fu sous les empereurs Xuanzong et Suzong, puis Bai Juyi et Yuan Zhen, enfin Du Mu, Li Shangyin, Wen Tingyun. Le VIIIe siècle est l'apogée de la poésie des Tang. Les deux grandes figures que sont Li Bai et Du Fu sont traditionnellement associées, en raison même de leur caractère opposé. Li Bai (701-762) est l'image du poète fantasque et spontané, proche du taoïsme, célébrant le vin, parcourant la Chine en tous sens. Sa poésie se rattache pour l'essentiel aux genres anciens, tel le yuefu. Du Fu (712-770) au contraire est l'exemple du poète confucéen, préoccupé par les problèmes de son temps. Il excelle dans les genres nouveaux. Au reste les deux hommes se sont rencontrés en 745 et Du Fu a laissé plusieurs poèmes exprimant son admiration pour son aîné. Wang Wei (701-761) était surtout connu en son temps pour son activité de peintre, surtout pour ses peintures de paysages, mais il ne reste aucun de ses tableaux. On retrouve toutefois son talent pour le paysage dans sa poésie sur la nature, contemplative et imprégnée de bouddhisme chan. Bai Juyi est un poète à la popularité sans égale, ce qui s'explique à la fois par le réalisme de sa poésie, attentive aux malheurs de son temps, ainsi que par la simplicité de son langage.
La fin des Tang se caractérise par un retour au style précieux en vigueur sous les dynasties du Sud. Li He (791-817) en est le précurseur, avec une poésie dont l'étrangeté lui a valu d'être longtemps méconnu. Li Shangyin (812 ou 813-858) est le principal représentant de cette poésie raffinée.

#### Lechuanqi
Vers le VIIe siècle apparaît un nouveau genre en prose, une forme de nouvelle appelée chuanqi, ou « transmission de l'extraordinaire ». Si les recueils d'anecdotes de la période précédente s'attachaient déjà à relater des événements étranges, le chuanqi s'en distingue par son caractère plus élaboré. Ces récits couvrent une grande diversité de thèmes, depuis le fantastique jusqu'au réalisme, en passant par les histoires d'amour ou les sujets contemporains. Son succès est en partie dû aux candidats aux examens, qui en écrivaient pour se faire valoir auprès des examinateurs. Le nom lui-même de chuanqi ne s'est généralisé qu'à partir du Xe siècle, reprenant le titre d'un recueil de Pei Xing (zh) (825-880),.
L'Histoire du miroir ancien (古鏡記, Gujing ji), attribuée à Wang Du, et celle, anonyme, du Singe blanc, supposé être le père de Ouyang Xun, passent pour les premiers chuanqi. Histoire à l'intérieur d'un oreiller (Le rêve d'un millet) de Shen Jiji (vers 740-vers 800), connue aussi sous le nom du Rêve du millet jaune, est l'un des chefs-d'œuvre du genre : la longue carrière d'un lettré se révèle à la fin n'être qu'un rêve, survenu le temps de faire cuire un bol de millet. Le Gouverneur de Nanke (en) de Li Gongzuo (vers 770-848) traite d'un thème similaire. La Biographie de Yingying de Yuan Zhen, histoire d'amour dont le ressort est la psychologie de son héroïne, est un autre de ces chefs-d'œuvre.

#### Lebianwen
C'est le hasard d'une découverte archéologique qui a permis d'attester l'existence d'une littérature orale populaire pour cette époque. En effet, parmi les manuscrits de Dunhuang, découverts dans une des grottes du même nom au début du XXe siècle, une centaine de textes relèvent d'un genre appelé bianwen, écrit dans une langue classique vulgarisée. Faisant alterner vers et prose, ils sont parfois appelés « chantefables ». Le bianwen s'est surtout développé entre les VIIIe et Xe siècles. Les textes sont à l'origine d'inspiration indienne et sont écrits en vue de populariser les canons du bouddhisme, tel le Mulian bianwen (Mulian étant le nom chinois de Maudgalyâyana), racontant la descente dans le plus profond des enfers de Mulian, parti à la recherche de sa mère. Mais les bianwen avaient aussi pour contenu des sujets profanes, tirés de l'histoire ou des légendes chinoises. Ils étaient récités à un auditoire auquel on présentait en même temps des rouleaux peints (bianxiang (zh)), d'où le sens probable du mot bianwen : « textes sur des scènes en images ».

#### La prose à l'ancienne (guwen)
Aux environs de 800 s'opère un changement de mentalité majeur, contrecoup de l'ébranlement causé par la révolte d'An Lushan, marqué par une volonté de retour aux anciennes traditions de la culture chinoise. Le premier partisan du « style antique » (ou guwen) est Han Yu (768-824), confucéen ouvertement opposé au bouddhisme d'origine étrangère, mais aussi au taoïsme. Le rapport qu'il adresse en 819 l'empereur Xianzong, reprochant à ce dernier d'honorer un os du Bouddha, a manqué de le faire exécuter. Exilé dans le sud de la Chine, Han Yu a aussi laissé des textes empreints d'humour. Son ami Liu Zongyuan (773-819), confucéen non orthodoxe, ne dédaignait pas le bouddhisme et le taoïsme. Il s'est illustré notamment dans les relations de voyage et les fables. Han Yu et Liu Zonggyuan sont deux des « huit plus grands prosateurs des Tang et des Song ».
La prose à l'ancienne reprend à son compte les textes de l'Antiquité et des Han, cherchant s'inspirer non seulement de la simplicité de leur style, mais aussi de leur caractère moral. Elle s'oppose en cela au style de la prose parallèle (pianwen (zh)), aux phrases appariées deux à deux, en vigueur entre les Han et les Tang, et qui versait dans le formalisme. Alors que le pianwen était prisé de la cour et de l'ancienne aristocratie, les principaux promoteurs du guwen étaient des fonctionnaires lettrés, généralement confucéens. Après une période d'oubli, c'est au XIe siècle, époque où elle est acceptée aux examens impériaux, que la prose à l'antique est reprise par les plus grands écrivains.

Rouleau illustré (bianwen) du combat magique entre Śariputra et Raudrakṣa.. Manuscrit Pelliot chinois 4524, datant des environs de 750. Bibliothèque nationale de France.

### La littérature sous les Song (960-1279)
Pour des articles plus généraux, voir Période des Cinq Dynasties et des Dix Royaumes et Dynastie Song.

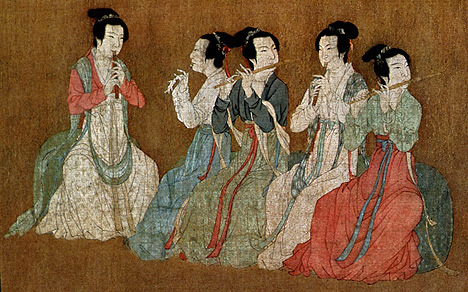
Musiciennes. Détail des Festivités nocturnes de Han Xizai de Gu Hongzhong (937-975). Copie du XIIe siècle.

Entre la fin des Tang et le début des Song, la Chine connaît une nouvelle période de division. Le retour à l'unité, après 960, est aussi celui du confucianisme et de la tradition classique, aux dépens du bouddhisme, florissant sous les Tang. Dans le même temps, parallèlement à l'essor d'un certain rationalisme, se développe chez les lettrés un mépris pour les activités physiques, en faveur des activités purement intellectuelles, attitude qui perdurera jusqu'au XXe siècle. Les lettrés s'adonnent alors à la calligraphie, à la peinture, à l'art du jardin, collectionnent livres et objets d'art, et pratiquent une littérature savante, dont le grand genre est le poème chanté ci. Mais l'époque des Song voit aussi l'apparition d'une littérature populaire qui s'épanouira sous les dynasties suivantes : les grandes cités marchandes abritent des quartiers de divertissement où officient conteurs, acteurs, musiciens, chanteurs… et où se retrouvent les milieux populaires, boutiquiers, marchands, artisans, domestiques… De ces « spectacles variés » (zaju) sont issus l'importante littérature populaire qui prend son essor aux XIIIe et XIVe siècles : conte (huaben), roman et théâtre (zaju)…
Le retour au confucianisme explique aussi le renouveau du guwen, la prose à l'ancienne des Tang. Il revient à Ouyang Xiu (1007-1072) de l'avoir définitivement consacrée grâce à ses essais, au détriment de la prose en phrases accouplées (pianwen). Sa réputation morale autant que sa réputation de prosateur lui ont valu d'être chargé de la rédaction de la Nouvelle Histoire des Tang et de la Nouvelle Histoire des Cinq Dynasties. L'admiration qu'on lui portait était telle que même Wang Anshi (1021-1086), son adversaire politique, a tenu à écrire son éloge funèbre. Mais c'est Su Shi (Su Dongpo, 1037-1011) qui est la grande figure littéraire de la dynastie Song. Son génie s'est manifesté dans tous les genres, aussi bien dans celui des essais en prose ancienne que dans celui de la prose poétique avec ses deux Fu de la Falaise rouge (Chibi fu). Il est aussi l'auteur d'environ deux mille cinq cents poèmes réguliers (shi), et c'est lui qui a hissé le poème chanté ci au rang de grand genre.
Avec Han Yu et Liu Zongyuan des Tang, Ouyang Xiu, Zeng Gong (1019-1083), Wang Anshi, Su Shi, son frère cadet Su Zhe (1039-1112) et leur père Su Xun (1009-1066) sont les « huit grands prosateurs des Tang et des Song ».

#### Le poème chantéci
Le ci est un poème écrit sur une mélodie préexistante, ce en quoi il se distingue du poème régulier, shi, des Tang. Si les vers sont de longueur irrégulière, la mélodie impose néanmoins des règles strictes : nombre de couplets, disposition des rimes et des tons, etc. Les influences musicales étrangères, venues à travers l'Asie centrale depuis les Tang, ont imprimé leur marque sur les mélodies, dont il n'en reste aucune, qui servaient de structure aux ci. Il existait environ huit cents de ces mélodies, c'est-à-dire autant de modèles possibles de poèmes.
Le ci est apparu sous les Tang, sous une forme courte, Wen Tingyun (812-870) étant le premier à se distinguer dans le genre. Li Yu (937-978), dernier empereur de la courte dynastie des Tang du Sud, a laissé des ci empreints de tristesse, écrits pendant les dernières années de sa vie passées en captivité. Mais c'est sous les Song qu'il devient un genre majeur. Liu Yong (987-1053) pratique un genre plus long, le manci, et sa poésie est liée au milieu des courtisanes. Amour ou ivresse, dans une inspiration populaire, sont alors la thématique dominante du ci. Avec Su Shi (1037-1101) s'impose un courant connu sous le nom de « liberté héroïque » (haofang), qui élève le ci au même rang que le poème régulier shi des Tang, et qui dans le même temps le détache des contraintes musicales. La poétesse Li Qingzhao (1084-après 1151) a laissé environ quatre-vingt ci qui en ont fait l'un des maîtres du genre. Ses premiers poèmes évoquent le bonheur de sa vie conjugale. La mort de son époux en 1129, après l'invasion des Jurchen, la conduit à faire un second mariage malheureux. Ses ci, dont le fameux poème sur l'air Lent sur chaque parole (zh) (Shengsheng man), sont alors pleins d'une tristesse mélancolique. Sous les Song du Sud, les ci, dans l'esprit de ceux de Su Shi, prennent des accents patriotiques tout en ayant de moins en moins de rapport avec la musique.

#### Le conte oral et lehuaben
Dans les deux capitales successives des Song, Kaifeng et Hangzhou, existaient des quartiers de divertissement où étaient données différentes sortes de spectacles, parmi lesquels des séances de contes. Les conteurs étaient spécialisés par genres. Certains racontaient des contes historiques, dont les thèmes étaient souvent puisés dans l'histoire des Trois Royaumes (220-265) ou celle des Cinq Dynasties (907-960), en plusieurs séances, parfois sur plusieurs semaines. D'autres avaient pour spécialité les récits bouddhiques, héritiers des anciens bianwen. Enfin il existait une catégorie de conteurs dont les récits courts tenaient en une seule séance. Ces récits étaient eux-mêmes divisés en sous-genres, tels que les histoires de bandits, les histoires fantastiques de fantômes et démons, les histoires d'amour, etc.,
Il ne reste aucun de ces contes oraux. En revanche il subsiste un certain nombre de textes, appelés huaben, écrits dans une langue vulgarisée. Ces huaben sont en rapport avec les contes oraux mais on connaît mal leur statut, soit qu'ils servaient d'aide-mémoire aux conteurs, soit qu'ils imitassent les contes oraux pour satisfaire un public de lecteurs. Un poème servait de prologue, et un autre à la fin donnait la morale de l'histoire. Dans le récit même certains passages sont en vers. Les huaben sont les héritiers à la fois des bianwen et des chuanqi des Tang, et les prédécesseurs des nouvelles et romans des Ming.

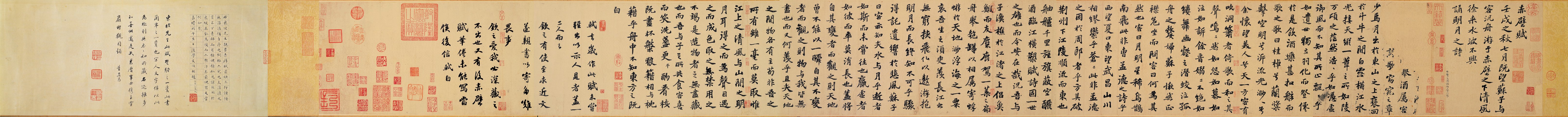
Premier Fu de la Falaise rouge, de Su Shi. Calligraphie de l'auteur., musée national du palais, Taïwan.

### La littérature sous les Yuan (1234-1368)
Pour un article plus général, voir Dynastie Yuan.

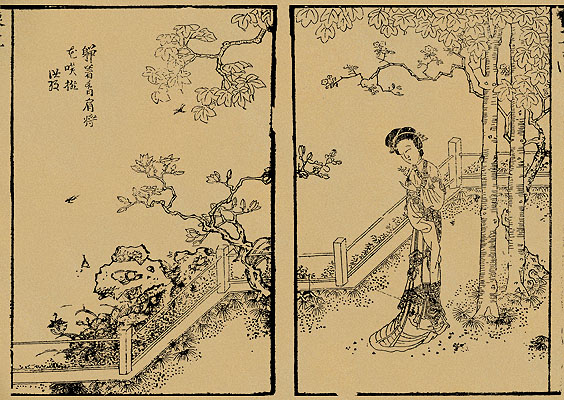
« Elle se penche pour cueillir une fleur ». Illustration pour L'Histoire du pavillon d'Occident de Wang Shifu, édition de la dynastie Ming. Musée national du palais.

La domination mongole sur la Chine, avec la dynastie Yuan, s'exerce à partir de 1234 au Nord et 1279 au Sud. Elle se fait au détriment de la littérature savante. Le désintérêt de la dynastie Yuan pour la culture lettré traditionnelle, la suppression des examens impériaux et la relégation des lettrés à des postes subalternes entraînent en effet l'essor des genres en langue vulgaire : chansons, contes, romans et surtout théâtre,.
- Shi Nai'an (vers 1296 - vers 1370), Au bord de l'eau

#### Lezaju, ou théâtre du Nord
Dès l'occupation du nord de la Chine par les Jurchens et le refuge des Song dans le Sud, s'instaure deux traditions théâtrales nettement différenciées, celle du Nord et celle du Sud. Le théâtre du Nord, appelé zaju, en vigueur sous les Yuan est issu de deux genres antérieurs : le zaju des Song et un genre de ballades pratiqué sous les Jin, appelé zhugongdiao. Les zaju (« spectacles variés ») des Song étaient un ensemble de spectacles divers, donnés dans les quartiers de divertissement des grandes villes : séances de contes, numéros d'acrobates et d'animaux savants, spectacles de marionnettes, etc. Parmi ces spectacles figuraient des pièces, sorte de théâtre primitif, de nature satirique. Il ne reste aucun livret, mais dont on connaît 280 titres des Song du Sud. Le même genre de représentations était connu sous les Jin sous le nom de yuanben. Dans les zhugongdiao (« chansons omnimodales »), le chanteur-récitant est une sorte d'acteur.
Dans sa forme canonique, le zaju des Yuan est constitué de quatre actes (zhe, « coupure »), auxquels s'ajoutent parfois une scène (xiezi, « cheville ») au début ou entre deux actes. Les airs chantés (qu), dans une langue littéraire, et les parties parlées (bai), en langue vulgaire, alternaient tout au long de la pièce. Tous les airs chantés étaient dévolus dans une même pièce au seul personnage principal, soit masculin (zhengmo) soit féminin (zhengdan). Il nous reste cent soixante-sept zaju des Yuan, de cent huit dramaturges, connus notamment grâce à un recueil de cent pièces réalisé en 1616 par un lettré, Zang Maoxun (en). Un tiers de ces dramaturges était originaire de la région de Pékin. Guan Hanqing, Ma Zhiyuan, et Wang Shifu sont les plus illustres d'entre eux.
Guan Hanqing a laissé un ensemble de pièces appartenant à des genres très variés, dont la plus connue est Le Ressentiment de Dou E, un drame judiciaire, et fait une large place aux personnages féminins. Ma Zhiyuan s'est inspiré de la vie tragique de Wang Zhaojun dans L'Automne au palais des Han et a donné d'autres pièces qui se caractérisent par leur influence taoïste. Quant à Wang Shifu, il est l'auteur de l'une des pièces les plus fameuses du théâtre chinois, L'Histoire du pavillon d'Occident, dans laquelle l'amour triomphe de tous les obstacles.

#### Le poème chantéqu
Les parties chantées (qu) du zaju ont donné naissance à un nouveau genre poétique du même nom, qu, ou sanqu (« arias détachés »), genre auquel se sont adonnés la plupart des dramaturges. Le qu est similaire au ci des Song, à la différence près que les airs sur lesquels les poèmes sont composés sont tirés du répertoire théâtral. Alors que le ci était devenu un genre de spécialistes, le qu se rapproche de la chanson populaire. Ma Zhiyuan est le grand poète du genre, faisant là encore place à l'inspiration taoïste. Zhang Kieju (zh) (1280-1348) s'est aussi illustré dans ce genre. Son style élégant marque un retour vers la langue littéraire.

### La littérature sous les Ming (1368-1644)
Pour un article plus général, voir Dynastie Ming.
L'absolutisme et l'orthodoxie qui caractérisent la dynastie Ming (1368-1644) sont un frein réel au développement intellectuel. Le néoconfucianisme est devenu l'idéologie officielle et les anciens genres littéraires se cantonnent à l'imitation des modèles des Tang et des Song. Cela n'empêche pas toutefois la fin de la période de connaître un extraordinaire développement de la littérature vulgaire. Les éditions populaires se multiplient, favorisées par les progrès de l'imprimerie et de la gravure sur planche sous le règne de Wanli (1573-1619). La fin des Ming voit aussi apparaître des esprits originaux ou anticonformistes, tels Li Zhi (1527-1602), Gu Yanwu (1613-1682) ou Huang Zongxi (1610-1695),.

#### Les «essais futiles» (xiaopin wen)
En réaction à l'absence de renouvellement des genres classiques, les XVIe et XVIIe siècles sont l'âge d'or des « essais futiles » (xiaopin wen (zh)). Ce genre, dont Su Shi (1037-1101) avait été le précurseur, consiste en de brefs textes, sur les sujets les plus divers, lettres, billets, récits de voyage…, marqués par la simplicité et la spontanéité. Le groupe de Gong'an dans le Hubei, autour des trois frères Yuan (zh), a contribué à porter le genre à son plus haut niveau. Les frères Yuan plaçaient les genres populaires, roman, théâtre, chanson, au même niveau que les genres classiques. Le plus connus des trois, Yuan Hongdao (1568-1610) a laissé une œuvre en prose dans laquelle se mêlent concision, subjectivité et délicatesse. Dans une Chine où les fonctionnaires changeaient de poste tous les trois ans, il existait depuis longtemps des récits de voyage, pendant en prose de la poésie de paysage. Avec Xu Xiake (1586-1641), la relation de voyage (游记, youji) est hissée au niveau du chef-d'œuvre de la prose poétique. Sa passion du voyage était telle qu'il avait préféré renoncer à sa carrière pour la satisfaire. Géographe et poète, il parcourt l'empire en tous sens durant quarante ans,.

#### Chuanqietkunqu, théâtres du Sud

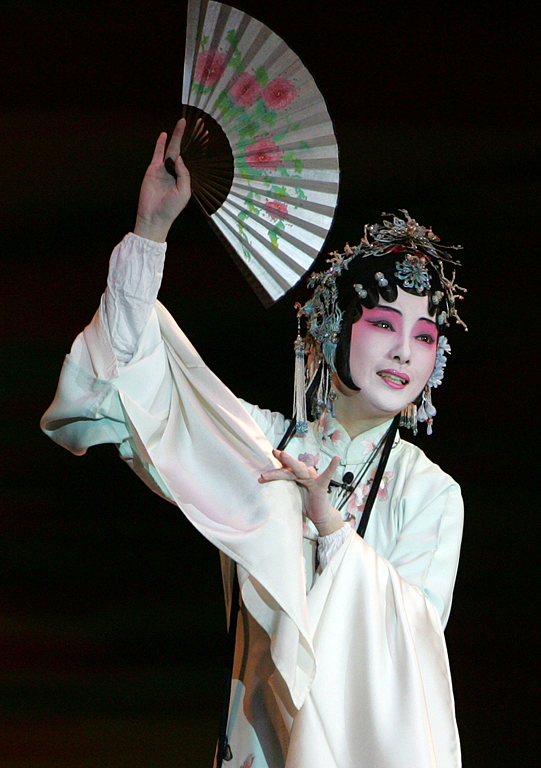
L'actrice dans une représentation du Pavillon aux pivoines de Tang Xianzu, adapté dans le style kunqu, à l'université de Pékin en 2006.

À côté du genre théâtral dominant sous les Yuan, le zaju, théâtre du Nord, existait une autre forme, le nanxi, ou théâtre du Sud, principalement joué sous la dynastie des Song du Sud. Le chuanqi des Ming, autre forme de théâtre du Sud, est un héritier du nanxi. Plusieurs caractéristiques venues du nanxi différencient le chuanqi du zaju. Un chuanqi pouvait s'étendre sur plusieurs dizaines d'actes, et les représentations durer plusieurs semaines. La musique, celle du Sud, était plus langoureuse que la musique du Nord, plus rude. C'est l'une des raisons pour lesquelles le répertoire des chuanqi privilégie les histoires d'amour, convenant bien à ce genre de musique. En outre tous les rôles étaient susceptibles de chanter.
Les plus anciennes pièces conservées, anonymes, pourraient dater du XIIIe siècle. Cet anonymat et l'attribution incertaine des « quatre grands chuanqi » du XIVe siècle rattachent encore le genre à la littérature populaire. C'est de cette période, à la charnière des Yuan et des Ming, que date L'Histoire du luth (Pipa ji), en quarante-deux actes, écrite par Gao Ming (1307-1371), première pièce marquante du genre, qui célèbre la piété filiale et les devoirs conjugaux. Le genre atteint son apogée à partir du xvie siècle, lorsque les lettrés s'y intéressent ouvertement. Tang Xianzu (1550-1616) est l'auteur entre autres de quatre chuanqi, appelés les « Quatre Rêves », dont le plus connu est le Pavillon aux pivoines. Dans cette pièce de cinquante-cinq actes, à travers le songe, l'amour et la vie triomphent de la mort et des conventions familiales et sociales,.
Diverses adaptations musicales ont donné naissance à des variantes régionales du chuanqi. De ces opéras régionaux, le plus connu est le kunqu, toujours joué et faisant partie depuis 2001 du Patrimoine culturel immatériel de l'humanité. Vers 1540, Wei Liangfu (it), musicien de Kunshan, crée un nouveau style musical en mêlant à la musique du Sud des mélodies et des instruments venus du Nord. Le kunqu désigne les pièces écrites sur ce nouveau style et est le genre le plus raffiné du théâtre-opéra chinois. En lavant la gaze (Huansha ji (zh)) de Liang Chenyu (it) (1520-1593), œuvre dont la poésie à grandement contribué au prestige du genre, est la première pièce écrite dans ce style.

#### Le récit court (chuanqiethuaben)
Le genre du chuanqi, nouvelle en langue classique florissante sous les Tang, se renouvelle au xive siècle avec le recueil de Qu You (1341-1427) Jiandeng xinhua (zh) (Nouvelles histoires en mouchant la chandelle), qui fait une large place au surnaturel. Li Zhen (1376-1452) lui donne une suite d'égale qualité avec son recueil Jiandeng yuhua (Suite aux histoires en mouchant la chandelle), davantage porté sur les histoires d'amour. Brillante réussite littéraire portant le genre du chuanqi à son apogée, le volume de Qu You est interdit au xve siècle. Tombés dans l'oubli en Chine, les deux recueils de Qu You et de Li Zhen connaissent à partir du xviie siècle une étonnante fortune au Japon, où ils influencent les écrivains portés au fantastique, tels Hayashi Razan ou Ueda Akinari,.
Les récits courts en langue vulgaire (huaben) connaissent de leur côté une importante floraison, en particulier à la fin de la dynastie, en raison de l'attention que leur portent les lettrés. Ce sont surtout Feng Menglong (1574-1646) et Ling Mengchu (1580-1644) qui font la fortune du huaben. L'œuvre majeure de Feng Menglong est un ensemble des trois recueils, les Trois Paroles, parus entre 1620 et 1625, contenant quarante huaben chacun. Certains de ces huaben sont la reprise de récits des Song et des Yuan, d'autres sont des créations de l'auteur qui en imite le style (c'est le genre appelé ni huaben, ou « huaben d'imitation »). Le tout est un chef-d'œuvre de la littérature d'inspiration populaire. Le succès commercial de l'entreprise de Feng Menglong a inspiré Ling Mengchu, qui fait paraître deux volumes de quarante récits chacun en 1628 et 1633. L'ensemble s'intitule Pai'an jingqi, ou Frapper la table d'étonnement en s'écriant : « Extraordinaire ! ». À l'inverse de Feng, Ling Mengchu prend ses sources dans la littérature en chinois classique, réécrivant les histoires en langue vulgaire,.

#### Le roman

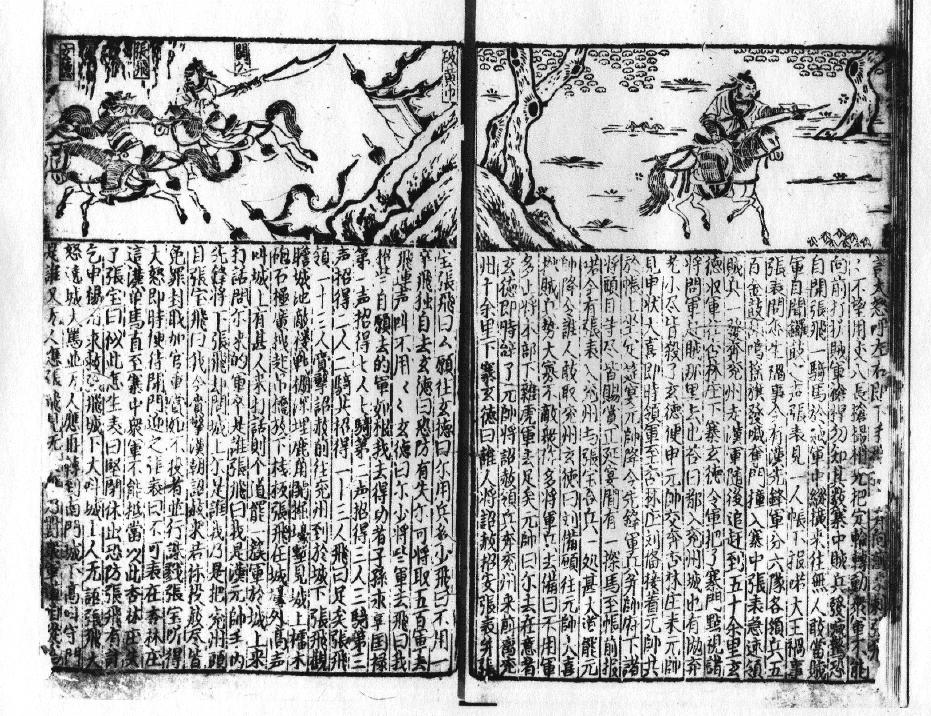
Le Nouveau récit de l'histoire des Trois Royaumes, entièrement illustrée (Xin quanxiang Sanguo zhi pinghua), datant de 1321-1323, est peut-être l'une des plus anciennes « bandes dessinées ». La matière historique de l’ouvrage est aussi celle du roman Les Trois Royaumes.

Le succès des récits des conteurs et les progrès de l'imprimerie sous les Song conduisent à la mise par écrit de ces récits. Ce sont les récits historiques, que les conteurs récitaient en un grand nombre de séances, qui sont vraisemblablement à l'origine du genre romanesque, qui devient le genre le plus populaire sous la dynastie Ming. Connus sous le nom de pinghua, ils étaient au début encore relativement brefs. Il en reste des exemples du xive siècle, dans lesquels une gravure occupe le tiers supérieur de chacune des pages. Mais dans sa forme canonique, le roman chinois est un roman-fleuve, avec près de un million de caractères et une centaine de chapitres. Les plus célèbres de ces romans sont connus au début du xviie siècle comme étant les « quatre livres extraordinaires », chacun représentatif d'un sous-genre : ce sont Les Trois Royaumes pour le roman historique, Au bord de l'eau pour le roman de cape et d'épée, La Pérégrination vers l'Ouest pour le roman fantastique, et le Jin Ping Mei pour le roman de mœurs,.
- Shi Nai'an (vers 1300-1370), Au bord de l'eau
- Luo Guanzhong (vers 1330-1400), Les Trois Royaumes
- Wu Cheng'en (1500-1582), La Pérégrination vers l'Ouest
- Feng Menglong (1574-1645), San Yan (Trois propos)
- Ling Mengchu (1580-1644), Pai'an jingqi
- Anonyme, Jin Ping Mei (Fleur en fiole d’or, vers 1600)

### La littérature sous les Qing (1644-1912)
Pour un article plus général, voir Dynastie Qing.
Les fictions en langue vernaculaire, bien que jamais reconnues par les officiels de la cour impériale, ont commencé à devenir très populaires après le XIVe siècle. Recouvrant un large panel de sujets, structurées plus longtemps et à un niveau moins élevé que les fictions littéraires, ces fictions populaires comprennent un certain nombre d’œuvres maîtresses. La plus célèbre fut certainement le roman familial Hong Lou Meng 紅樓夢 que l’on peut traduire par : Le Rêve dans le pavillon rouge. Cette œuvre semi-autobiographique rédigée par un descendant d’une famille bourgeoise sur le déclin, est reconnue par tous les spécialistes de la fiction chinoise comme une pièce incontournable de ce genre.
- Li Yu (1611-1680), La Chair comme tapis de prière
- Mao Xiang (1611-1693), La Dame aux pruniers ombreux
- Wu Yuantai, Pérégrination vers l'est
- Pu Songling (1640-1725), Liaozhai zhiyi (Contes étranges du studio du bavard)
- Dai Mingshi (1653-1713), Recueil de la montagne du Sud
- Wu Jingzi (1701-1754), Chronique indiscrète des mandarins
- Cao Xueqin (1715-1764), Le Rêve dans le pavillon rouge
- Ji Yun (1724-1805), Notes de la chaumière des observations subtiles (Yuewei caotang biji)
- Shen Fu (1763-1810), Six récits au fil inconstant des jours
- Liu E (1857-1909), L'Odyssée de Lao Ts'an
- Han Bangqing (en) (Ziyun) (1856-1894), The Sing-song Girls of Shanghai (en)
- Su Manshu (1884-1918), La Solitude de l'oie sauvage

### La littérature moderne (1900-1976)
Pour un article plus général, voir République de Chine (1912-1949).

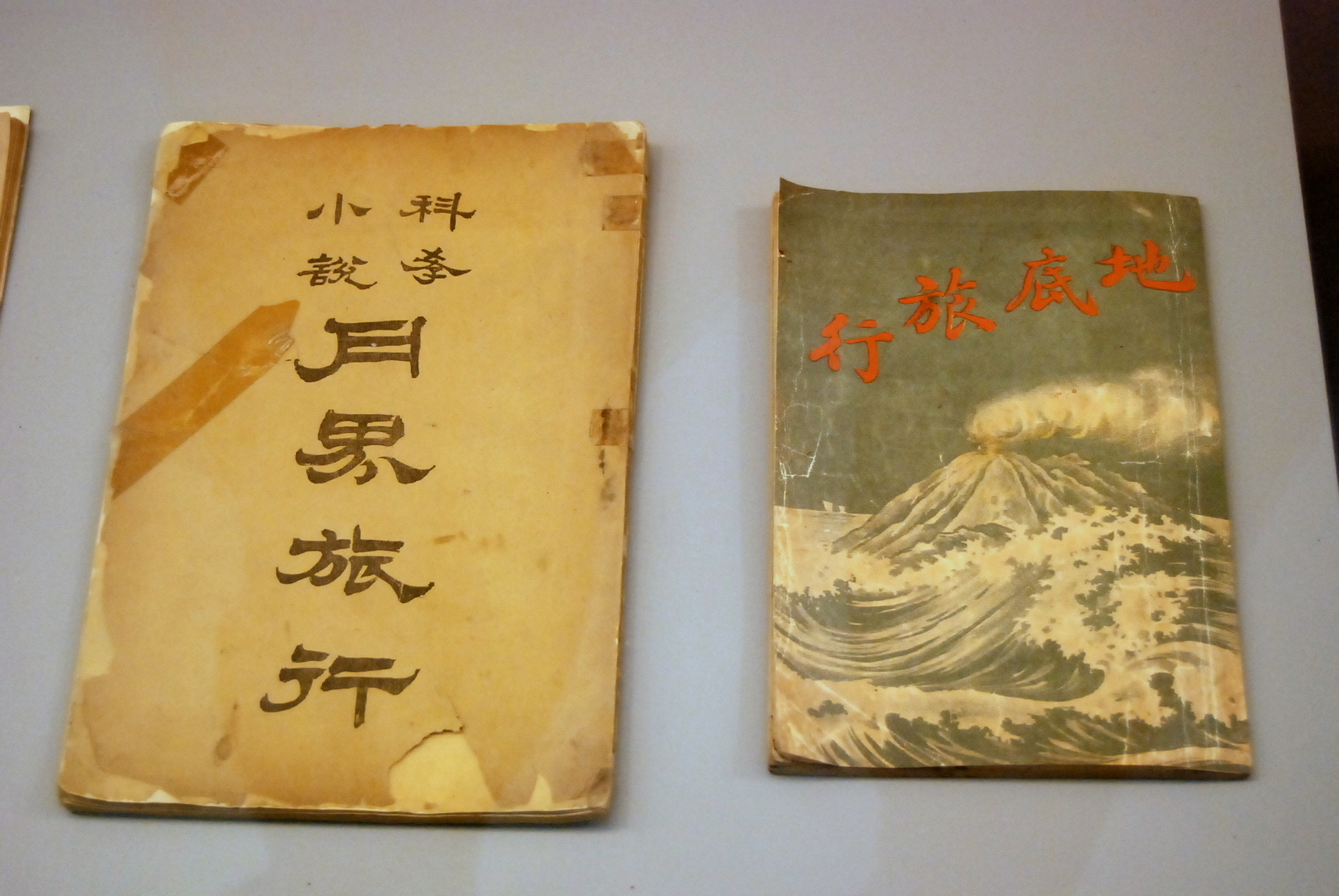
De la Terre à la Lune et Voyage au centre de la Terre de Jules Verne, traduits par Lu Xun sous une forme abrégée à partir d'une version japonaise, en 1903, dans un but de vulgarisation.

Toute la culture chinoise dans la première moitié du xxe siècle est soumise à l'influence occidentale, fruit de la situation d'infériorité de la Chine de cette période vis-à-vis des puissances européennes et du Japon. Le phénomène est amplifié par la disparition des anciennes classes lettrées et l'apparition d'une intelligentsia éduquée dans les universités d'Europe, des États-Unis et du Japon (treize mille étudiants chinois au Japon en 1905, quinze mille en 1906, mille deux cents aux États-Unis en 1915, quatre cents en France en 1919, dans le cadre du mouvement Travail-Études, surtout à Paris et, à Lyon, à l'institut franco-chinois,), ou dans certaines écoles de type occidental en Chine même. Un grand nombre d'intellectuels chinois, qui pour beaucoup vivent dans les grandes villes côtières en contact avec la présence étrangère, sont amenés à penser que le redressement de la Chine passe par le rejet de la culture confucéenne et l'adoption des idées occidentales.
Quelques noms : Li Jieren (1891-1962), Mao Dun (1896-1981), Rou Shi (1901-1931), Shen Congwen (1902-1988), Yao Xueyin (en) (1910-1999), Yu Dafu (1896-1945), Zeng Pu (1872-1935), Zhao Shuli (en) (1906-1970), Zhu Ziqing (1898-1948).

#### Crise et renouveau
Dans un premier temps, jusqu'à la fin de la dynastie Qing, les lettrés tentent d'adapter la culture occidentale, dans une perspective réformiste. C'est alors le Japon qui exerce la plus grande influence. La découverte des œuvres philosophiques et littéraires occidentales se fait le plus souvent par l'intermédiaire de traductions japonaises et les traductions en chinois se font encore en langue classique. Le plus grand traducteur de l'époque, Yan Fu (1854-1921), introduit notamment en Chine la philosophie évolutionniste. Dans le domaine de la littérature, le plus prolifique est Lin Shu (1852-1924), qui « traduit », sans connaître aucune langue étrangère, 180 romans occidentaux, surtout anglais, mais aussi français ou américains : ses plus grands succès sont La Dame aux camélias de Dumas fils (traduit en 1893), David Copperfield de Dickens, Ivanhoe de Scott, Uncle Tom's Cabin de Beecher-Stowe, The Sketchbook de Irving,.
Entre 1900 et 1910 sont publiés plus de mille romans, sur le modèle des grands romans des xviiie et xixe siècles, mais qui sont tous en rapport avec le mouvement réformiste. Après l'échec de la réforme des Cent Jours en 1898, les chefs de file du mouvement réformateur ont compris l'intérêt que peut avoir le roman pour faire passer leurs idées. L'un d'eux, Liang Qichao est l'auteur en 1902 d'un essai Sur le roman et le gouvernement des masses, dans lequel il appelle à une « révolution dans le roman » (xiaoshuojie geming), destinée à renouveler le genre afin d'exercer une influence sur l'opinion. Il crée la même année la revue Le Nouveau Roman (zh) (Xin xiaoshuo), dans laquelle paraîtront certains des principaux romans de l'époque. De fait, écrits en langue parlée, l'influence de ces romans dans la diffusion des idées nouvelles est plus importante que celle des écrits philosophiques ou des essais. Ils se présentent sous la forme d'une longue succession d'épisodes (zhanghui xiaoshuo (zh), « roman à épisodes »), à la manière traditionnelle, en raison notamment de leur parution en feuilleton dans des revues. Les œuvres les plus marquantes dans ce genre sont Biographie des courtisanes de Shanghai (zh) (Hai-shang hua lie-zhuan, 1892-1894) de Han Bangqing (sv) (1856-1894), dont la description réaliste des bordels de Shanghai innove par rapport au romantisme des habituels romans de courtisanes ; les L'Odyssée de Lao Ts'an (Voyages d'un vieux décrépit) (1903-1904) de Liu E ; Le Monde des fonctionnaires mis au jour (zh) (Guanchang xianxing ji, 1903) de Li Bao-jia (ou Li Boyuan (de), 1868-1906) et Petite Histoire de la culture (Wenming xiao shi, 1906) du même auteur ; Événements bizarres vus ces vingt dernières années (zh) (Ershi nian mudu zhi guai xianzhuang, 1905) de Wu Woyao (ou Wu Jianren (en), 1866-1919) ; Fleur sur l'océan des péchés (1907) de Zeng Pu, qui s'inspire de la vie de la courtisane Sai Jinhua. Dénonçant la réalité sociale de leur époque (d'où pour certains leur appellation de « romans de dénonciation (zh) »), ces romans s'intéressent à toutes les classes sociales. Certains, comme Événements bizarres vus ces vingt dernières années ou Un océan de haine (chinois 恨海, Hen hai) du même auteur, sont novateurs par leur usage de la première personne du singulier dans la narration,.

#### Canards mandarins et papillons
Cette dernière innovation se retrouve dans un tout autre genre de romans, celui de l'« École des canards mandarins et des papillons », nommé ainsi en raison du cliché, issu du roman L'Âme du poirier en jade (zh) (1911) de Xu Zhenya (zh) (1889-1937), servant à désigner les couples d'amoureux. Même si le genre des aventures sentimentales, qui use encore souvent du chinois classique, est principalement préoccupé de succès commercial auprès du public citadin, les meilleurs auteurs qui le représentent, Xu Zhenya et Su Manshu, contribuent à l'innovation littéraire, notamment dans l'expression de la subjectivité. Plus tardif, Zhang Henshui (1895-1967) est un autre grand représentant de ce genre, qui, mêlant aventures de cape et d'épée (wuxia xiaoshuo) et histoires d'amour, s'inscrit dans la lignée du roman traditionnel (comme dans La Saga d'une famille noble), alors que le réalisme de tradition occidentale s'impose par ailleurs.

#### La Révolution littéraire 1905-1920

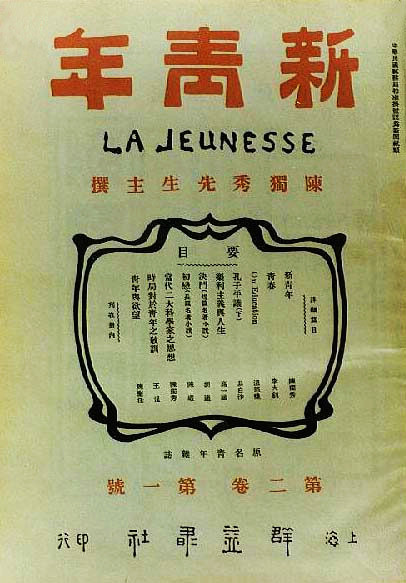
Nouvelle Jeunesse, revue fondée par Chen Duxiu en 1915.

La fin des examens impériaux en 1905 et la chute de l'empire en 1911 s'accompagnent d'une rupture entre les générations à partir de 1915. Alors que la réforme du système éducatif entraîne des débats entre les partisans de la langue écrite (wenyan) et du style classique (guwen) et ceux de la langue parlée (baihua), un manifeste publié par l'une des principales revues de l'époque, Nouvelle Jeunesse, entraîne une véritable révolution littéraire. C'est en effet dans cette revue, fondée en 1915 par Chen Duxiu (1881-1942), que paraît en 1917 les Modestes propositions en vue d'améliorer la littérature de Hu Shi (1891-1962). Celui-ci s'y livre à un exposé des défauts de la langue écrite, tout en rappelant qu'une large partie de la littérature s'est faite jusque-là en langue parlée. Chen Duxiu se montre le mois suivant encore plus radical en appelant à une « révolution littéraire », destinée à renverser une littérature faite pour une élite, incompréhensible pour le plus grand nombre, et vecteur d'un confucianisme dépassé. Le mouvement du 4 mai 1919, dénonçant la « boutique de Confucius », marque le triomphe des idées défendues par Nouvelle Jeunesse. La langue parlée nationale (guoyu) est officiellement reconnue comme langue de l'enseignement en 1920, ce qui accroît la diversité des lecteurs potentiels. Tous les écrivains l'utilisent dès lors dans leurs textes.

#### Lu Xun, écrivain emblématique

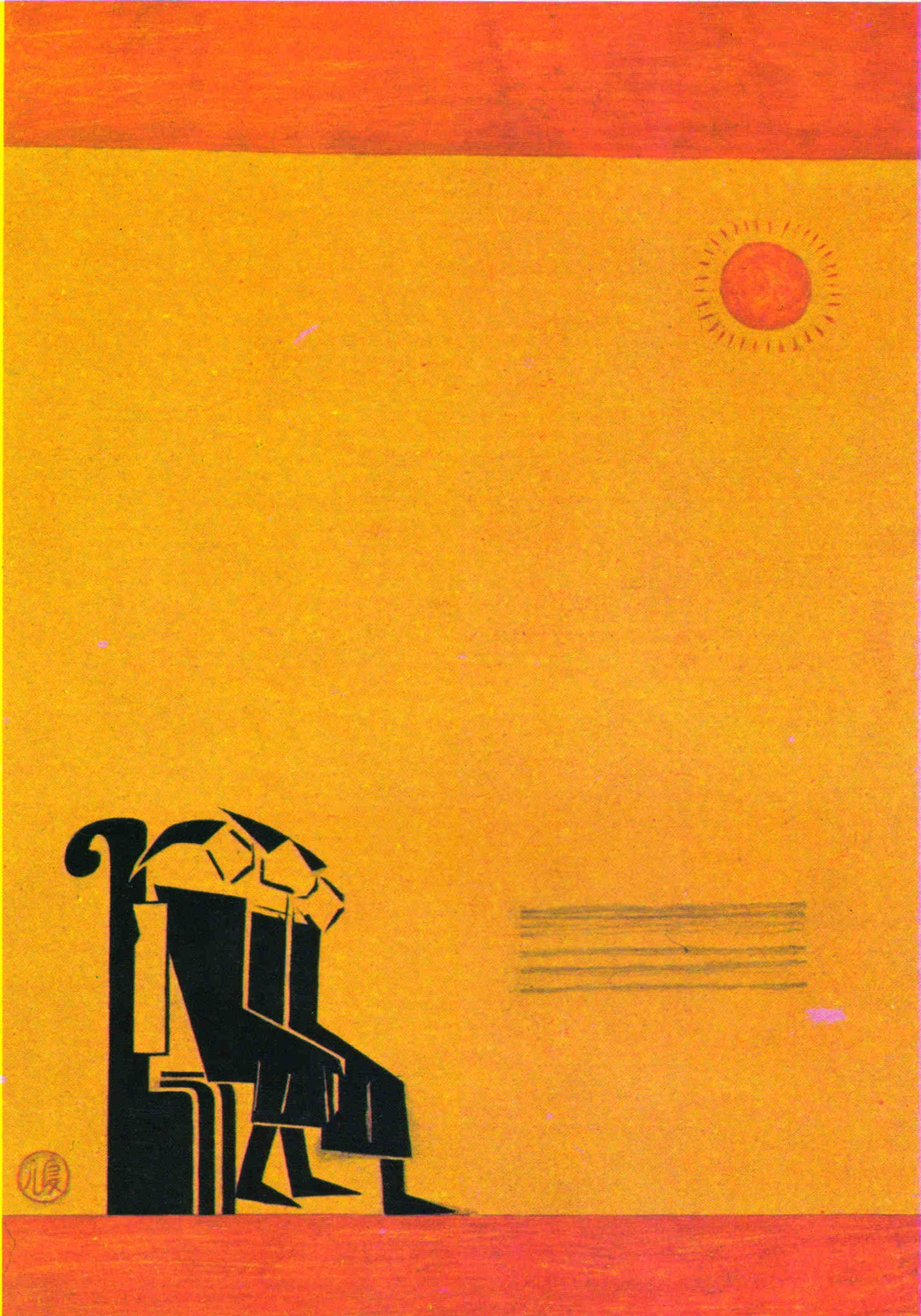
Couverture du recueil de nouvelles Errances de Lu Xun, dessinée par Tao Yuanqing (1893-1929). Musée Lu Xun de Pékin.

Lu Xun (1881-1936) est sans doute l'écrivain le plus important du xxe siècle, considéré comme le fondateur de la littérature chinoise moderne. Né en 1881 à Shaoxing (Zhejiang), il entame des études occidentales avant de partir au Japon étudier la médecine en 1902. C'est là qu'il décide de se consacrer à la littérature. Il lit et traduit des œuvres occidentales en compagnie de son frère Zhou Zuoren (1885-1967), et rédige des premiers essais en langue classique. Après la révolution de 1911, il se consacre à des recherches érudites. En 1918, il écrit la première nouvelle en langue parlée de la littérature moderne, Le Journal d'un fou, publié par Nouvelle Jeunesse. La nouvelle dénonce une société cannibale et illustre le programme de la revue de Chen Duxiu. Avec La Véritable Histoire de Ah Q, nouvelle longue parue en 1921, il dirige son ironie, à travers l'histoire d'un pauvre hère lâche et méprisable, contre toute une société convaincue de la supériorité de la civilisation chinoise, état d'esprit encore moins acceptable aux yeux de Lu Xun après la fausse révolution de 1911. Les nouvelles de la période 1918-1922 sont réunies dans recueil, Cris (zh) (1923), tandis qu'un second recueil, Errances (zh), paru en 1926, rassemble les nouvelles des années 1924-1925. Dans un style concis, marqué par le chinois classique, Lu Xun y manifeste sa sympathie pour les opprimés, victimes d'une société à la morale dépassée,.
La fin des années 1920 et les années 1930 furent des périodes de créativité pour la fiction chinoise, et les associations et revues littéraires adoptèrent de nombreuses théories artistiques qui proliféraient alors. Parmi les écrivains majeurs de cette époque figure Guo Moruo 郭沫若 (1892-1978), un poète, essayiste et critique littéraire; Mao Dun 茅盾 (1896-1981), le premier romancier à sortir de la ligue du mouvement libérateur de Chine et l’un de ceux dont les œuvres reflètent la lutte révolutionnaire et la désillusion de la fin des années 1920 ; et Ba Jin 巴金 (1904-2005), un romancier dont l’œuvre fut influencées par Ivan Tourgueniev et d’autre écrivains russes. Dans les années 1930, Ba Jin rédigea une trilogie qui dépeignait la lutte de la jeunesse moderne contre la dominance de l’antique système familial confucianiste. Lao She 老舍 (1899-1966), satiriste et romancier talentueux, fut un autre écrivain important de cette période.
Après 1949, nombre de ces écrivains ont accédé à des postes importants en devenant administrateurs de la nouvelle politique artistique et littéraire chinoise. Beaucoup de ces auteurs qui étaient toujours en vie lors de la révolution culturelle (1966-1976) furent souvent éliminés ou forcés à se soumettre à des humiliations publiques.
La Ligue des écrivains de gauche (ligue du mouvement libérateur de Chine) fut fondée en 1930 et incluait Lu Xun 魯迅 dans sa direction.
Elle connut d'abord des revers : cinq Martyrs de la Ligue des écrivains de gauche.
En 1932, elle adopta la doctrine soviétique du réalisme socialiste qui affirmait que l’art doit se focaliser sur des événements contemporains à travers une approche réaliste, exposant les maux des sociétés non socialistes et promouvant l’avènement du glorieux futur sous le règne du communisme. Après 1949, le réalisme socialiste basé sur le célèbre « Discours de Yan'an sur la Littérature et l’Art » prononcé par Mao en 1942 est devenu l’unique style littéraire des auteurs chinois dont les œuvres furent publiées, même si une auteure comme Ru Zhijuan réussit, au prix de quelques critiques, à s'en extraire en partie. Cependant, des conflits se sont rapidement développés entre le gouvernement et les écrivains. Les talents de satiristes et de critiques de la société contemporaine qui avaient rendus si utiles les écrivains pour le parti communiste chinois avant son accession au pouvoir, ne furent plus les bienvenus par la suite. D’autre part, la persistance parmi les écrivains de ce qui fut déploré comme étant de l’« idéalisme de petit bourgeois » ou de « l’humanitarisme » et une volonté de liberté dans le choix des thèmes de leurs œuvres, devint plus gênant encore pour le parti.

#### Période maoïste 1949-1976
Un grand nombre d'écrivains et d'intellectuels chinois ont été envoyés dans les laogai (camps de rééducation par le travail). D'autres sont d'anciens zhiqing, c’est-à-dire ont vécu la déportation à la campagne d'une grande partie de la jeunesse chinoise urbaine à l'issue de la Révolution culturelle à partir de 1967.

#### Une sélection d'auteurs récents

##### Nés avant 1900
- Feng Zikai (豐子愷) (1898–1975)
- Guo Moruo (郭沫若) (1892–1978)
- Hu Shi (胡適) (1891–1962)
- Lao She (老舍) (1897–1966)
- Li Jieren (李劼人) (1891-1962)
- Liang Qichao (梁啟超) (1873–1929)
- Lin Yutang (林語堂) (1895–1976)
- Liu E (劉鶚) (1857–1909)
- Lu Xun (魯迅) (1881–1936)
- Mao Dun (茅盾) (1896–1981)
- Su Manshu (蘇曼殊) (1894–1918)
- Tian Han (田漢) (1898–1968)
- Wang Guowei (王國維) (1877–1927)
- Wang Tao (王韜) (1828–1897)
- Wen Yiduo (聞一多) (1899–1946)
- Xu Dishan (許地山) (1893–1941)
- Xu Zhimo (徐志摩) (1896–1936)
- Yan Fu (嚴復) (1853–1924)
- Ye Shengtao (葉聖陶) (1894–1988)
- Yu Dafu (郁達夫) (1896–1945)
- Zeng Pu (曾朴/曾樸) (1872-1935)
- Zhu Ziqing (朱自清) (1898–1948)

##### Nés entre 1900 et 1949
- Ba Jin (巴金) (1904–2005)
- Bai Xianyong (白先勇) (1937-)
- Bei Dao (北島) (1949—)
- Bing Xin (冰心) (1900–1999)
- Zhao Shuli (en) (赵树理) (1906-1970)
- Cao Yu (曹禺) (1910–1996)
- Chen Ruoxi (陳若曦) (1938-), Ch’en Jo-hsi
- Dai Houying (en) (戴厚英) (1938-1996)
- Eileen Chang (張愛玲) (1920–1995)
- Chen Zhongshi (陳忠實) (1942—2016)
- Chiung Yao (琼瑶) (1938—)
- Cong Weixi (從維熙) (1933—)
- Ding Ling (丁玲) (1904-1986)
- Feng Jicai (冯骥才) (1942-)
- Gao Xingjian (高行健) (1940–)
- Gu Long (1938-1985)
- He Qifang (何其芳) (1912–1977)
- Jin Yong (金庸) (1924–2018) (pseudonyme de Louis Cha Leung-yung)
- Liang Shiqiu (梁實秋) (1903–1987)
- Lin Haiyin (林海音) (1918–2001)
- Lu Wenfu (陆文夫) (1928-2005)
- Qian Zhongshu (錢鍾書) (1910–1988)
- Qu Bo (曲波) (1922–2002)
- Rou Shi (柔石) (1902-1931)
- Sanmao (三毛) (1943–1991)
- Shen Congwen (沈從文) (1902–1988)
- Wang Zengqi (zh) (汪曾祺) (1920–1997)
- Xiao Hong (萧红) (1911-1942)
- Yang Jiang (楊絳) (1911-2016)
- Yang Mu (楊牧) (1940–)
- Yao Xueyin (en)	(姚雪垠) (1910-1999)
- Zhang Xianliang (張賢亮) (1936—2014)
- Zhao Shuli (en) (赵树理) (1906-1970)
- Zhong Acheng (阿城) (1949-), Ah Cheng)

##### Nés après 1949
- Alai (阿来) (1959-)
- Bi Feiyu (1964-)
- Can Xue (殘雪) (1953–)
- Chi Li (池莉) (1957-)
- Chi Zijian (迟子建) (1964-)
- Fang Fang (方方) (1955-)
- Ge Fei (格非) (1964-)
- Guo Xiaolu (郭小橹) (1973-)
- Han Shaogong (韓少功) (1953-)
- He Jiahong (何家弘) (1953-)
- Hong Ying (en) (虹影) (1962-)
- Hu Fang (en) (胡昉) (1970-)
- Jia Pingwa (賈平凹) (1952—)
- Jidi Majia (吉狄馬加) (1961–)
- Liu Cixin (刘慈欣) (1963-)
- Ma Jian (馬建) (1953—)
- Mo Yan (莫言) (1955—)
- Qiu Miaojin (邱妙津) (1969–1995)
- Sheng Keyi (盛可以) (1973—)
- Shi Tiesheng (史鐵生) (1951–2010)
- Su Tong (蘇童) (1963—)
- Tie Ning (鐵凝) (1957—)
- Wang Lixiong 王力雄 (1953-)
- Wang Xiaobo (王小波) (1952–1997)
- Yan Geling (严歌苓) (1958–)
- Yan Lianke (阎连科) (1958–)
- Zhang Zao (張棗) (1962–2010)

### La littérature contemporaine (depuis 1976)
Après la mort de Mao Zedong en 1976, Deng Xiaoping lance les réformes économiques et l'ouverture progressive du pays. La littérature des cicatrices, témoin des traumatismes liés a l'éclosion douloureuse de la Chine moderne, fait alors son apparition, conjointement à un florilège d'autres modes d'écritures, assoiffés de liberté créatrice.
Au milieu des années 1980 apparaît le mouvement dit de la « quête des racines » (xungen), dont le précurseur est l'écrivain Wang Zengqi (en). Ce retour aux traditions, celles des campagnes avec leur culture populaire, redécouvertes par les « jeunes instruits » durant la Révolution culturelle, s'accompagne de recherches formelles. Ses principaux représentants en sont Zhong Acheng, Han Shaogong et le prix Nobel Mo Yan.
L'expression d'idées politiques et notamment d'idées démocratiques émerge alors, jusqu'aux manifestations de la place Tian'anmen, qui durcit la politique de répression et de censure du Bureau culturel. Toutefois, des écrivains comme Wang Shuo ont continué à publier des romans, très critiques de la société chinoise : on a tort de considérer la Chine comme un goulag culturel. Le volume démesuré des publications en Chine, les milliers de maisons d'édition, laissent de nombreux interstices où une relative liberté d'expression peut trouver sa place.
L'état de la littérature chinoise à partir de la seconde moitié du XXe siècle et au début du XXIe siècle a suscité de vifs débats. Ainsi, le sinologue Wolfgang Kubin qualifie cette littérature, qui rencontre un succès commercial dans le monde, d'« ordure » (garbage), en soulignant que la majorité des romanciers chinois contemporains sont médiocres et incultes, ne font que recycler des recettes traditionnelles ou plagient des auteurs classiques occidentaux et écrivent dans un chinois simplifié dépourvu de recherches littéraires.
- Poètes obscurs (1978-1980)
- Printemps de Pékin (1978-1979)
- Littérature des cicatrices (1975)
- Génération post-70 (en)
- Littérature tongzhi (homosexuelle, Taïwan, 1980)
- Prix littéraires chinois (en)
  - Prix Newman pour la littérature chinoise (en), tous les deux ans, depuis 2009

### Quelques auteurs
- Écrivains chinois du XXIe siècle
- Bei Dao (1949-)
- Duo Duo (en) (1951-)
- Mang Ke (en) (1951-)
- Shu Ting (1952-)
- Yang Lian (1955-)
- Ha Jin (1956-)
- Gu Cheng (en) (1956-1993)
- Wang Shuo (1958-)
- Yan Geling (1958-)
- Bei Ling (1959-)
- Fei Ye (en) (1962-)
- Xi Chuan (en) (1963-)

#### Thème du voyage dans le temps
Nouveau courant littéraire en Chine, le voyage dans le temps suscite beaucoup d'intérêt dans le public.
Depuis sa première apparition en 1993 sur la scène littéraire chinoise, il gagne la faveur des lecteurs, particulièrement des jeunes lectrices.
Le premier roman dont le thème est le voyage dans le temps en Chine est l’œuvre de Xi Juan (席绢), L’amour traversant le temps, qui pourtant n’a pas déclenché un essor dans les milieux littéraires, au contraire du roman de Huang Yi（黄易）(Voyage sous la dynastie des Qin), qui a connu un triomphe retentissant.[réf. nécessaire]
- Science-fiction chinoise (en)
- Campagne contre la pollution spirituelle (en) (1983-1984)
- Liu Cixin (1963-)
- Han Song (écrivain) (1965-)
- Hao Jingfang (1984-)

##### Œuvres
- L’Amour traversant le temps (《交错时光的爱恋》), Xi Juan (席绢), 1993
- Parvenir à la dynastie des Qin (《寻秦记》), Huang Yi (黄易), 2001
- La Vie dans la Cité Interdite (《梦回大清》)，Jin Zi (金子), 2004
- Un homme riche en idées (《凤囚凰》)，Tian Yiyoufeng (天衣有风), 2009
- L’École maternelle pour des princes (《皇家幼儿园》)，Xuan Se (玄色)，2009

## Littérature de Hong Kong, de Taïwan et de la diaspora
La littérature de langue chinoise ne se limite pas à la Chine continentale même et concerne tout le monde sinisé et toutes les communautés chinoises hors de Chine. Il existe une littérature chinoise, surtout depuis la fin de la Seconde Guerre mondiale, dans les communautés chinoises de Singapour, Malaisie, Indonésie, ainsi qu'aux Philippines et en Thaïlande.

### Littérature de Hong Kong
- Littérature hongkongaise
- Écrivains hongkongais
- Liste de poètes hongkongais (en)
- Dramaturges hongkongais : Ram Krishna Bantawa, Candace Chong Mui Ngam, Lo King-man, Pang Ho-cheung, Tang Ti-sheng, Raymond To, Jingan Young

### Littérature taïwanaise
- Littérature taïwanaise
- Liste d'écrivains taïwanais par ordre chronologique

### Littérature de la diaspora

#### en anglais
- Littérature sino-américaine
- Ha Jin (哈金) (1956—)
- Chiang Yee (1903–1977)
- Amy Tan (譚恩美) (1952–)
- Yiyun Li
- Qiu Xiaolong
- Zhao Si Fang (1972–)

#### en français
- Écrivains chinois francophones
- Chen Jitong (陳季同) (1852–1907)
- François Cheng (程抱一) (1929—)
- Gao Xingjian (1940-)
- Dai Sijie (戴思傑) (1954—)
- Shan Sa (山颯) (1972—)

#### en indonésien
- Kho Ping Hoo (1926–1994)

## Les genres
La littérature chinoise est écrite dans deux langues différentes. La première est la langue écrite qui est celle des Classiques. Elle n'est utilisée et comprise que des lettrés. C'est la langue officielle, dont la maîtrise est requise pour le passage des examens impériaux. Les grands genres du chinois écrit sont la poésie, l'Histoire et les essais. L'autre est le chinois parlé, que l'on trouve dans la littérature orale, le théâtre, les romans, qui avant le xxe siècle n'étaient pas considérés comme de la littérature par les lettrés, mais comme un divertissement. Chaque dynastie a connu son genre phare, le fu sous les Han, les poèmes shi (en) sous les Tang, les poèmes chantés ci sous les Song, le théâtre sous les Yuan, le roman sous les Ming et les Qing.

### La poésie
- Paul Demiéville (dir.), Anthologie de la poésie chinoise classique, Poésie, Gallimard, 1962
- François Cheng, Entre source et nuage, voix de poètes dans la Chine d'hier et d'aujourd'hui, Albin Michel, 2002
- Maurice Coyau, Anthologie bilingue de la poésie chinoise classique, Les Belles Lettres, 1997

### La prose
Xiaoshuo
Le xiaoshuo (de) est un genre à la définition malaisée, recouvrant de multiples autres genres, et d'origine très ancienne. L'expression a le sens littéral à l'origine de « menus propos » : on la trouve employée pour la première fois dans le traité bibliographique de l'Histoire des Han antérieurs rédigée par Ban Gu (32-92). D'après ce dernier, ces « menus propos » étaient l'objet d'une collecte parmi le peuple de la part de préposés, et ce afin de tenir l'empereur informé de l'opinion de la population. Dans le traité bibliographique de l'Histoire des Sui due à Wei Zheng (580-643), le genre du xiaoshuo comprend un recueil d'histoires drôles (xiaohua ji) ainsi qu'un ouvrage pseudo-historique, le Yan danzi (zh). L'historien Liu Zhiji (en) (661-721) définit pour sa part le xiaoshuo comme couvrant tous les écrits qui ne sont pas reconnus comme orthodoxes par la tradition lettrée. Le terme couvre des genres qui appartiennent aussi bien à la littérature en langue classique, des recueils d'anecdotes aux chuanqi, qu'à la littérature en langue vulgaire, des bianwen aux romans-fleuves, bien que dans ce dernier cas, une grande partie de la culture populaire, orale, ne nous soit pas connue. L'écrivain Lu Xun (1881-1936) a écrit une histoire du xiaoshuo, Zhongguo xiaoshuo shilüe (1924), traduite en français sous le titre de Brève Histoire du roman chinois (zh).

### Le théâtre
Le théâtre (xijù) peut désigner des pièces de théâtre modernes parlées (huàjù), ou des pièces traditionnelles chantées, comme celles de l’opéra de Pékin (Jingjù), de l’opéra de Canton (Yuèjù) ou de l’opéra de la province du Seutchouan (Chuanjù). Les pièces de ces opéras régionaux sont souvent écrites en dialecte local et contiennent des expressions littéraires parfois difficiles à comprendre. Dans le théâtre parlé, les dialogues comiques (xiangsheng) sont des formes très prisées. Les sketches sont généralement truffés d’expressions dialectales et populaires, de jeux de mots et de jeux sur les sinogrammes homophones qui favorisent les situations de quiproquo. Ce genre littéraire à ses auteurs renommés comme Hou Baolin, Guo Qiru ou encore Ma Ji.
À cela il faut ajouter le théâtre de marionnettes (Mùouxi) et le théâtre d’ombres chinoises (piyingxi, « théâtre d’ombres en peau »), les figurines étant autrefois découpées dans de la peau d’âne.

## Les auteurs
Dans leur grande majorité, les auteurs sont des lettrés, qui sont aussi des fonctionnaires. C'est la raison pour laquelle, conformément à l'éducation confucianiste, beaucoup accordent de l'importance à la morale politique, bien que, à cause du système politique plus ou moins autoritaire selon les époques, les lettrés aient appris à s'exprimer plutôt par allusions. Les lettrés qui échouent aux examens impériaux exercent souvent des fonctions subalternes d'enseignement. C'est chez ces derniers que se trouvent en général les auteurs qui s'intéressent à la littérature populaire. Les lettrés fonctionnaires étaient aussi souvent propriétaires fonciers. L'idéal était, après avoir exercé les charges officielles pendant un certain temps, de se retirer à la campagne, ce qui explique le thème courant du retour à la nature, conforme à l'idéal taoïste.

### La culture lettrée
La culture (guoxue, « savoir du pays ») lettrée traditionnelle est avant tout écrite en chinois littéraire. Toute la littérature en chinois vernaculaire (baihua), romans, pièces de théâtre, en est exclue. La finalité principale de cette culture étant le passage des examens impériaux, elle est fondée sur les Classiques, appris par cœur. C'est la raison pour laquelle ces Classiques sont abondamment cités par les écrivains. Les textes qui fondent cette culture datent pour l'essentiel de l'Antiquité et sont ceux qui ont échappé à l'autodafé de 213 av. J.-C. ordonné par l'empereur Qin Shi Huang. Ces ouvrages sont traditionnellement répartis en plusieurs catégories, à l'origine utilisées par les bibliothécaires pour ranger les livres. La première de ces catégories est l'« étude primaire » (xiao xue), c'est-à-dire principalement l'étude des caractères. De cette étude sont issus les dictionnaires, dont le plus ancien est le Er ya, devenu par la suite l'un des Treize Classiques, auxquels s'ajoutent d'autres ouvrages de référence, les encyclopédies. Outre cette catégorie d'ouvrages appartenant à l'« étude primaire (zh) », la culture traditionnelle se répartit en quatre catégories (sibu) : les Classiques, l'histoire, les penseurs, les recueils littéraires.
Les Classiques

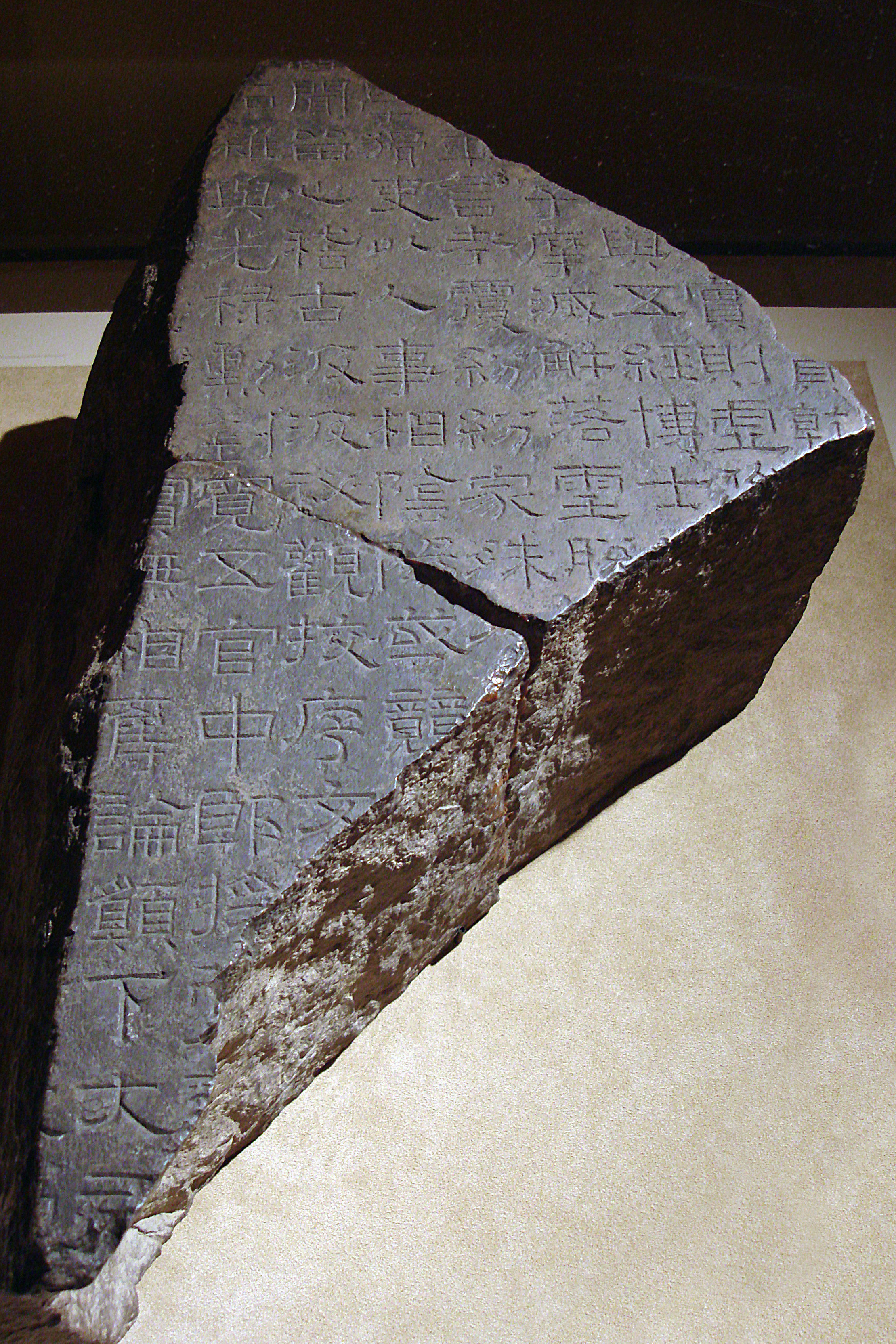
Fragment des Six Classiques en pierre de Xiping, gravés en 175 apr. J.-C.

Les Classiques (jing) sont les ouvrages considérés comme orthodoxes du point de vue du confucianisme. Ils datent pour la plupart de la dynastie de Zhou (1046 à 256 av. J.-C.) et furent rédigés en chinois classique. De cinq ou six sous les Han, les Classiques sont successivement devenus treize sous les Song (le Classique des documents, le Classique des vers, le Classique des mutations, le Zhouli (ou Rites des Zhou), le Yili et le Liji, ainsi que les trois commentaires des Annales du royaume de Lu, le Commentaire de Zuo, le Commentaire de Gongyang (en) et le Commentaire de Guliang (en), et les Entretiens de Confucius, le Livre de la piété filiale, le Mengzi et le Er ya).
L'interprétation de ces Classiques par les philosophes à partir des XIe et XIIe siècles a donné naissance au néoconfucianisme. Le plus important des philosophes néoconfucianistes, Zhu Xi (1130-1200), est aussi celui qui a sélectionné les « Quatre Livres » servant de base à l'enseignement à partir de 1313 : les Entretiens de Confucius, le Meng zi, la Grande Étude et le Juste Milieu.
Les ouvrages historiques
Dans la deuxième catégorie d'ouvrages constituant le « savoir du pays » se trouvent ceux relatifs à l'histoire (shi). Ils sont issus des annales écrites dans chacun des royaumes de l'Antiquité. De ces annales ne nous sont connues que les Annales du royaume de Lu, attribuées à Confucius et donc devenues un Classique. Les Annales de Lu ont donné lieu à plusieurs commentaires dont le Commentaire de Zuo, qui, davantage qu'un commentaire, est à la fois livre d'histoire et œuvre littéraire, attribué à Zuo Qiuming. De l'Antiquité datent aussi le Discours des royaumes, lui aussi de Zuo Qiuming, et la Politique des Royaumes combattants (Zhan Guo Ce), de Liu Xiang.
L'ouvrage majeur du genre, qui est aussi un chef-d'œuvre de la littérature, est les Mémoires historiques (Shiji) de Sima Qian, aux alentours de 100 av. J.-C. Il a servi de modèle aux annales historiques officielles, écrites sous chaque dynastie et relatant les événements de la dynastie précédente : ce sont les Vingt-Quatre Histoires, et la vingt-cinquième, Ébauche d'une histoire des Qing, inachevée.
Les œuvres des « Maîtres »
La troisième catégorie d'ouvrages regroupe les œuvres des penseurs, ou « maîtres » (zi), qui ne font pas partie des Classiques car elles ne sont pas considérées comme ayant leur universalité. Le taoïsme y est essentiellement représenté par le Zhuangzi et le Liezi, le mohisme par le Mo Zi, attribué au philosophe du même nom, le légisme par le Han Fei Zi, attribué à Han Fei.
Les recueils littéraires
Une quatrième catégories d'ouvrages est constituée de recueils où l'on trouve la plus grande partie de la littérature, excepté le roman et le théâtre. Ces recueils couvrent tous les genres : poésie, lettres, récits, essais, etc., et regroupent les textes d'un auteur, d'une école, d'une région…

### Étoiles et lettres

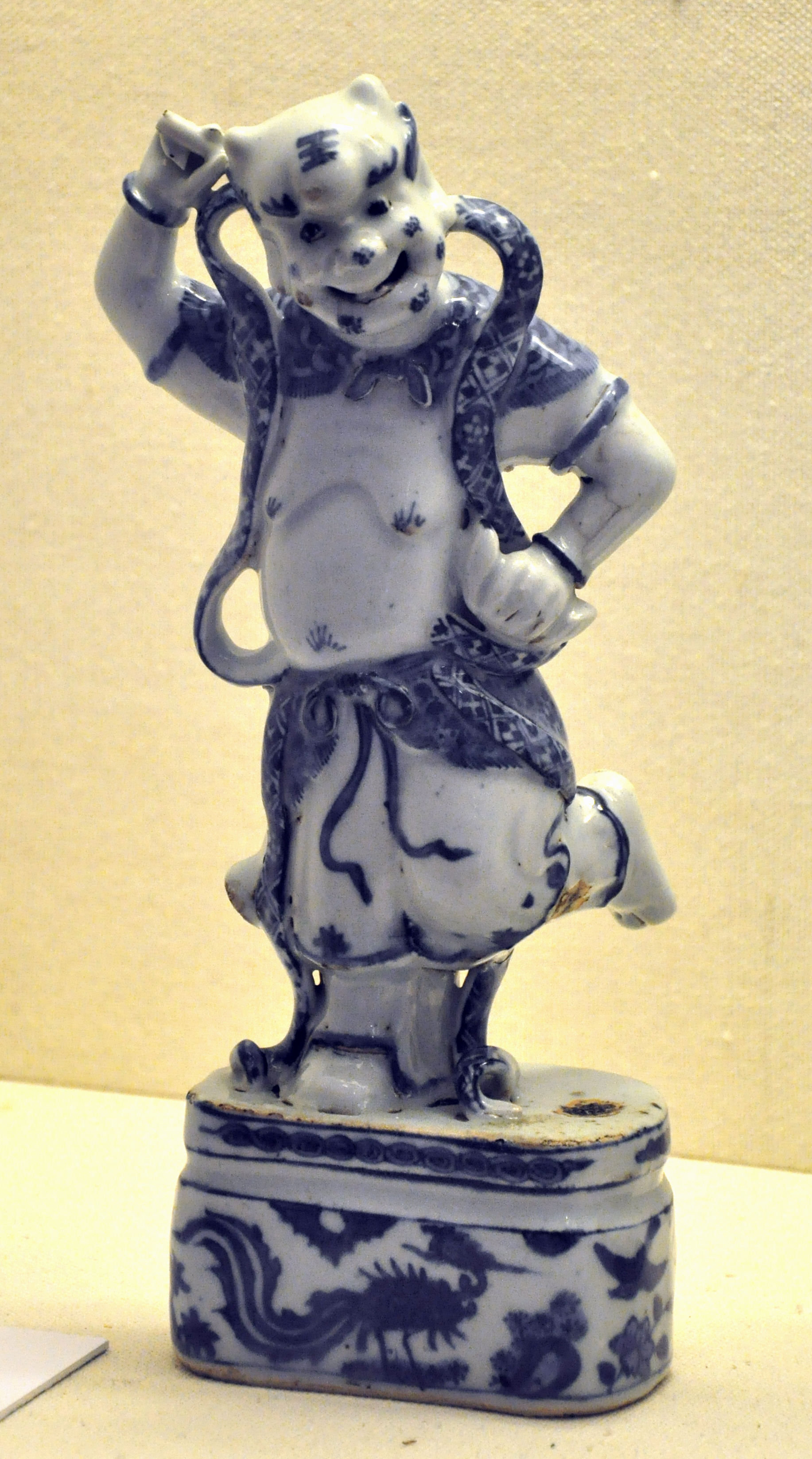
Kui xing, l'Étoile de la littérature. Cette divinité est traditionnellement représentée le pied sur une tortue marine soutenant le monde, l'autre pied levé en arrière ; une main tient un boisseau, l'autre un pinceau. Porcelaine bleu et blanc, seconde moitié du XVIe siècle. Musée des arts appliqués (Francfort)

Dans la religion populaire, plusieurs étoiles sont en relation avec les lettrés et la littérature. L'empereur Wenchan règne sur une constellation de six étoiles, qui se trouve à côté du Boisseau du Nord (Beidou). Ayant pour fonction de promouvoir les humains, il était l'objet d'un culte surtout de la part des lettrés-fonctionnaires. On trouvait un temple ou un autel qui lui était dédié dans la plupart des villes. Il avait deux assistants, le Sourd céleste et le Muet terrestre qui faisaient que « ceux qui savent ne peuvent parler, et ceux qui parlent ne peuvent comprendre ».
Les deux étoiles Wenquxing (zh) et Wuquxing (chinois 武曲星) président respectivement aux examens civils et militaires. Wenquxing est la quatrième étoile dans la constellation du Boisseau du Nord, Wuquxing la sixième. Grands fonctionnaires, tels le juge Bao ou Bi Gan (chinois 比干), et grands généraux tel Di Qing (en), sont censés être des incarnations de ces étoiles.
Enfin, l'Étoile de la littérature (Kui xing) est une divinité accordant le succès aux examens. Cette étoile était la première constellation des sept maisons de l'ouest. À compter du xe siècle elle est ou la première ou les quatre premières étoiles du Boisseau du Nord.

## Livre et gravure
Le succès du théâtre auprès du public sous la dynastie Yuan entraîne une multiplication des éditions illustrées de la part des imprimeurs. Les éditions populaires de romans et pièces de théâtre comportaient d'abord des gravures au-dessus du texte, notamment dans les éditions de cinq romans par la famille Yu (1321-1323), dans le Jianyang (province du Fujian). Du xve siècle à la fin du xviie siècle, sous les Ming, période faste de la gravure sur bois, les gravures sont placées au début du volume, en pleine page ; plus tard une ou deux gravures se trouvent au début de chaque chapitre. C'est à cette époque que de grandes œuvres de la littérature bénéficient d'éditions illustrées : Au bord de l'eau, les Mémoires du luth (Pipa ji) de Gao Ming, L'Histoire du pavillon d'Occident ou le Jin Ping Mei.
Avec le style de la province du Anhui, la gravure atteint son apogée, grâce à la famille Huang, dont l'atelier est le plus réputé au xviie siècle et au début du xviiie siècle. Alors qu'auparavant un même artisan s'occupait du dessin et de la gravure, le dessin est désormais confié à des peintres, collaborant avec les graveurs. Le plus connu de ces peintres est Chen Hongshou (1598-1652), qui a illustré les Neuf Chants de Qu Yuan, et a représenté, en 1651, les personnages du roman Au bord de l'eau sur des cartes à jouer. À la suite de Chen, Xiao Yuncong (1596-1673) a lui aussi illustré les Neuf Chants, ainsi que les Questions au Ciel de Qu Yuan.
Des particuliers faisaient imprimer certaines œuvres rares faisant partie de leurs collections. C'est par exemple le cas de Mao Jin (zh) (1599-1659), au xviie siècle, qui, outre les Treize Classiques avec commentaires (Shi san jing zhu shu (en)) et les annales de dix-sept dynasties (Shi qi shi), fit éditer un recueil de soixante pièces de théâtre (Liu shi zhong qu) et des recueils de poèmes. Ces éditions privées étaient souvent de bonne qualité, ce qui n'était pas toujours le cas des éditions faites par les librairies, entreprises commerciales.

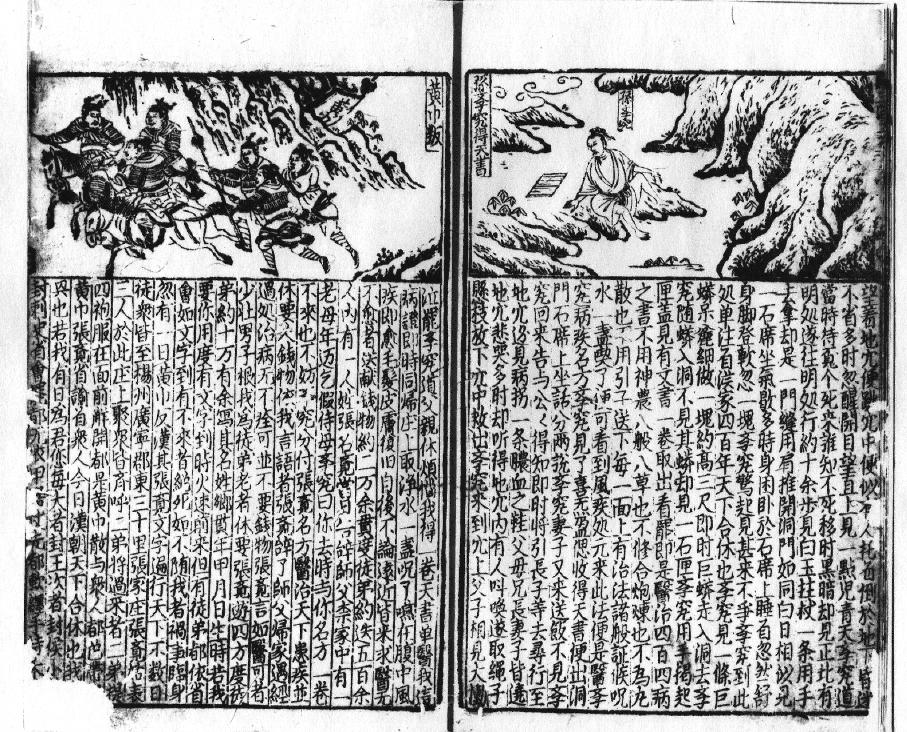
Nouveau récit de l'Histoire des Trois Royaumes, entièrement illustré, 1321-1323. Gravure de Huang Shu'an. Publié par l'imprimeur-éditeur Yu, cet ouvrage est d'une impression peu soignée, ce qui se ressent dans le rendu de la gravure. Les caractères, gravés rapidement, sont parfois simplifiés, voire fautifs[94].
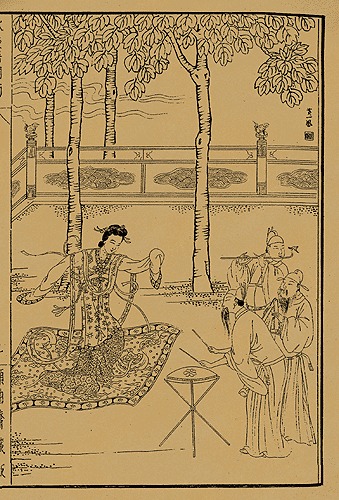
Danse au pavillon des Senteurs. Illustration de la pièce Pluie sur les sterculiers de Bai Pu (entre 1573 et 1620). Musée national du palais.
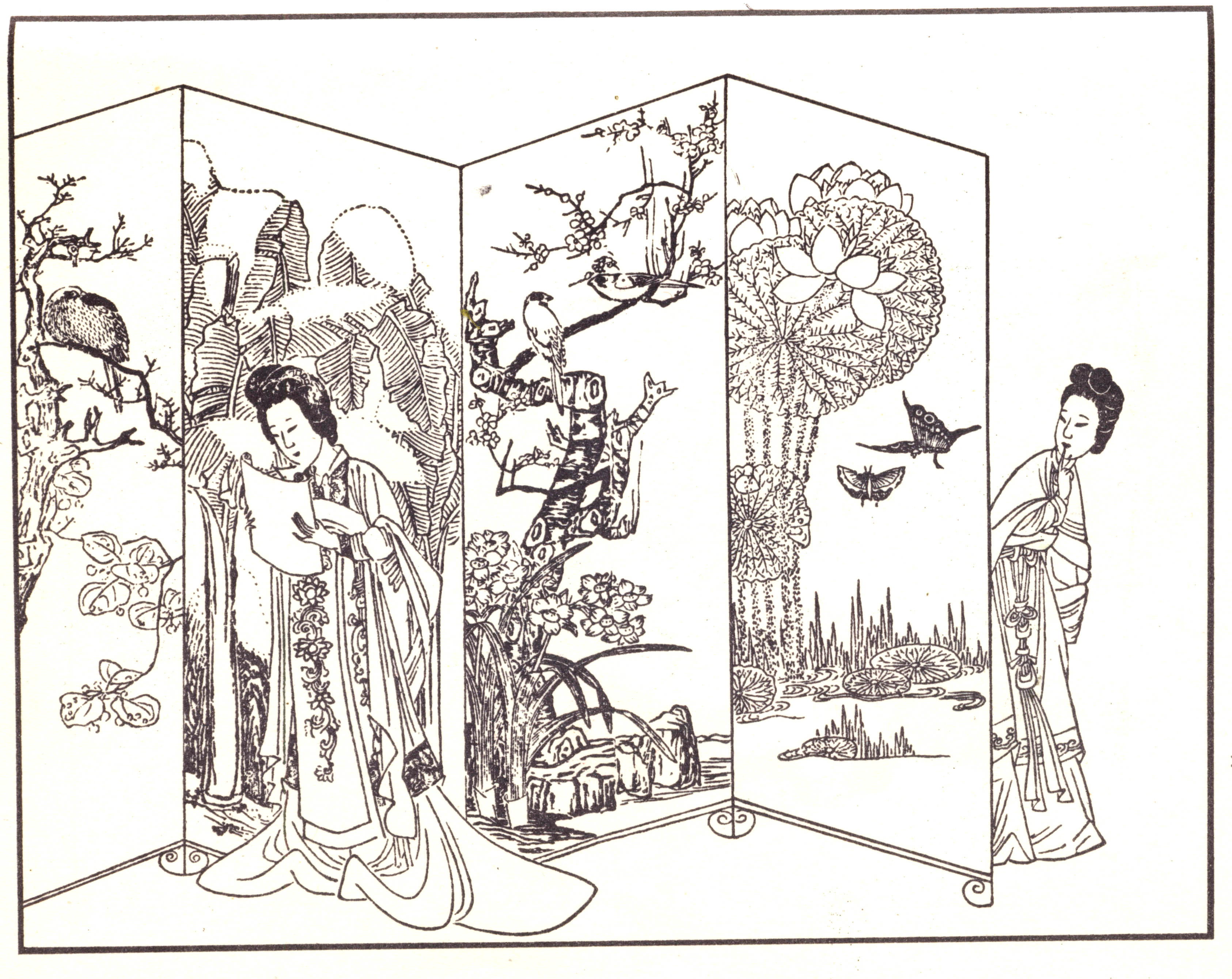
L'Histoire du pavillon d'Occident, pièce de Wang Shifu, illustration de Chen Hongshou, gravée par Xiang Nanzhou (entre 1628 et 1643). Cette scène de la lecture de la lettre, sur fond de paravent orné de fleurs et d'oiseaux, est l'une des estampes chinoises les plus célèbres. Bibliothèque nationale de Chine.
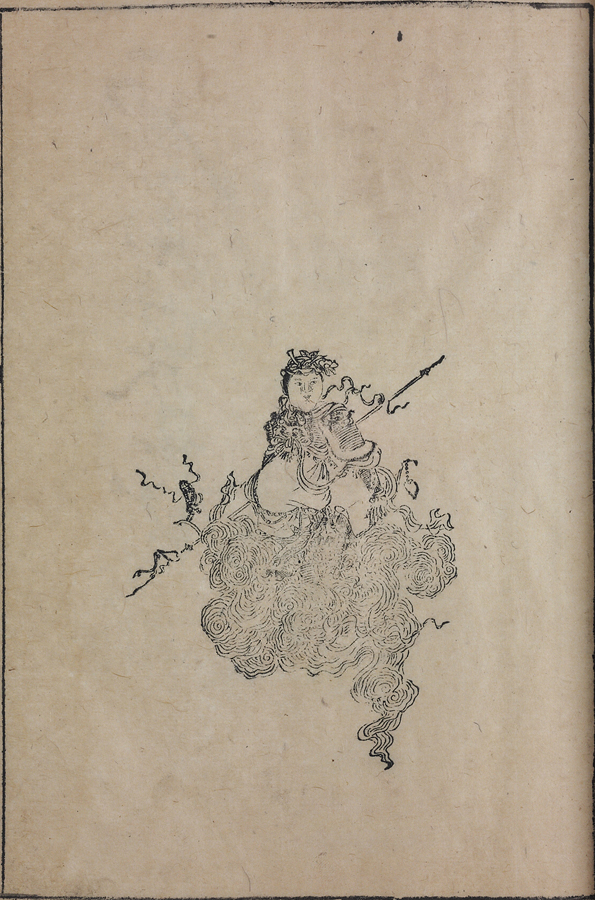
Le Seigneur des nuages. Les Neuf Chants de Qu Yuan, illustration de Chen Hongshou (1638). Musée national du palais.
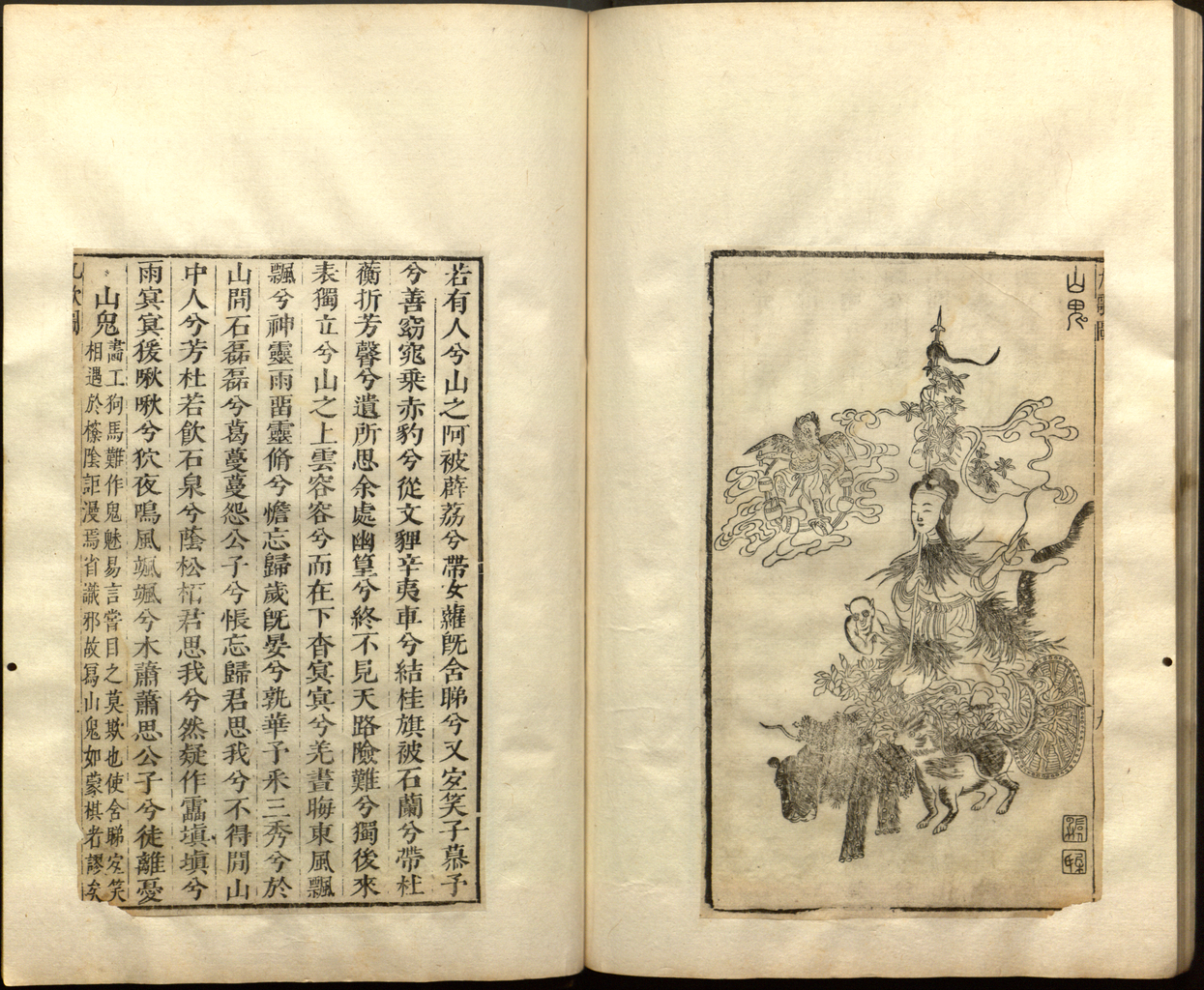
L'esprit des montagnes. Li sao illustré, illustration de Xiao Yuncong, gravée par Tang Yongxian (1645). Bibliothèque du Congrès.

## Influences du chamanisme, du taoïsme et du bouddhisme
L'idée de littérature est née de la constatation que les Chants de Chu étaient une œuvre dont la seule justification était d'ordre esthétique. Aussi le chamanisme, qui inspire un grand nombre de ces chants, a une influence importante dans l'imaginaire littéraire chinois, notamment les voyages dans un monde surnaturel, mais aussi dans le sentiment amoureux, à travers la reprise de l'union entre divinité et médium, dont on trouve l'écho dans les fu d'amour entre divinité et mortel. Les Chants de Chu, tout comme l'ouvrage taoïste du Zhuangzi, accordent en outre une large place aux mythes. Ces aspects se retrouveront par la suite dans les contes mettant en scène une rencontre entre un homme est une femme-fée, renarde, blaireau ou fantôme, dans la poésie de paysage à tonalité fantastique, dans la littérature populaire, comme la légende du serpent blanc.
Pour Jacques Pimpaneau, le taoïsme et le bouddhisme chan ont hérité des capacités créatrices dont faisaient preuve les chamanes dans la transe, en particulier à travers la recherche de techniques permettant d'en retrouver les effets. Les anciennes divinités étant mortes, sauf dans la religion populaire, c'est dans la poésie, la peinture et au théâtre que se sont exprimées les relations avec un monde dépassant la réalité. Substitut à la transe chamanistique, la prise de drogues, élaborées notamment par les alchimistes taoïstes, a été très répandue aux IVe et Ve siècles. C'est ensuite l'alcool qui a eu les faveurs des poètes, comme chez Li Bai (701-762), où l'ivresse est un thème important. La technique de la planchette (fuji) a aussi été utilisée par certains peintres et poètes et Su Dongpo (1036-1101) s'y est intéressé. L'œuvre du poète bouddhiste Hanshan ou celle du poète Li He (790-816) présentent elles aussi des aspects proches de l'expérience chamanistique.
Le style des sutras du bouddhisme mahayana, qui ont été davantage diffusés entre les Ve et IXe siècles que les Classiques confucéens, la poésie et les thèmes bouddhiques ont influencé le reste de la littérature chinoise. La linguistique et la grammaire indiennes ont contribué aux recherches sur la phonétique en Chine : celles sur le système des rimes ont conduit à la première définition des tons du chinois ancien par Shen Yue (441-513) et sont à l'origine de la publication de dictionnaires de rimes (le Qieyun (en) de Lu Fayan en 601, le Tangyun de Sun Mian en 751, le Guangyun de Chen Pengnian en 1008, le Jiyun de Ding Du au xie siècle, le Wuyin jiyun de Han Daozhao (1115-1234)).

## Esthétique de la littérature en Chine

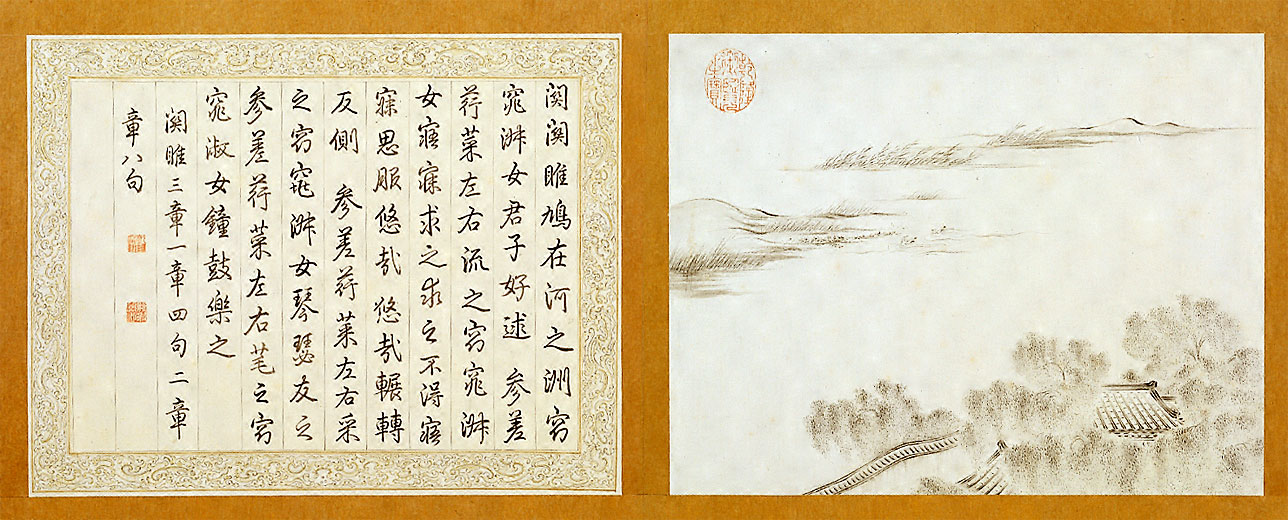
Partie illustrée du classique des vers, dynastie QIng

Le terme de « littérature » (wenxue) a d'abord désigné dans la Chine antique les connaissances livresques, l'érudition. C'est en ce sens qu'on le trouve chez Confucius, qui l'enseigne avec la morale, la fidélité et la sincérité. Pour Confucius, la poésie a une fonction de contrôle des sentiments. Chez Wang Chong (27-97 apr. J.-C.), il s'agit des connaissances issues des ouvrages autres que les Classiques ou les ouvrages historiques, qui comprennent outre la littérature, les œuvres sur la stratégie, les rites ou les lois. Dans sa préface au Classique des vers, Wei Hong exprime l'idée que la poésie permet de connaître les sentiments du peuple, lesquels reflètent l'attitude du gouvernement. La poésie permet aussi de s'exprimer de façon détournée, et le Commentaire de Zuo offre des exemples d'utilisation de la poésie pour exprimer des critiques d'ordre politique. Cette fonction utilitaire et morale se retrouvent chez d'autres philosophes comme Xun Zi ou les mohistes. Mencius fait intervenir le concept de qi (« souffle »), qui aura une grande importance dans la pensée esthétique ultérieure, même si chez lui le qi est toujours lié à la morale. Ce lien à la morale conservera son influence durant les époques postérieures, y compris dans un sens de critique sociale. Le concept de qi est repris de Mencius dans le premier texte d'esthétique littéraire, l'Essai sur la littérature (lun wen) de Cao Pi (187-226), où il est défini comme le talent personnel de l'auteur.
Mais c'est surtout la pensée de Zhuangzi qui est d'une importance capitale pour toute la pensée esthétique chinoise. Zhuangzi n'a en fait parlé ni de littérature ni d'art, sa philosophie étant en elle-même un art de vivre. Mais il a utilisé des anecdotes pour illustrer sa pensée, et certaines ont ensuite été reprises pour exprimer les principes fondamentaux de l'art : c'est notamment le cas de la parabole du charron et de celle du boucher. La première enseigne que le tour de main ne peut se transmettre par les mots, la seconde que la technique, si elle doit être maîtrisée, doit être dépassée pour aboutir à une véritable création artistique. La philosophie de Zhuangzi a été reprise aux IIIe et IVe siècles (c'est le courant connu sous le nom de néotaoïsme), au moment où s'élaboraient en Chine les concepts d'art et de littérature.
L'idée de littérature en elle-même est sans doute née du classement opéré dans les bibliothèques : lié à Confucius, le Classique des vers pouvait se ranger sans difficulté avec les Classiques. En revanche des poèmes comme les Chants de Chu ou les fu n'entraient dans aucune des catégories qu'étaient les Classiques, les ouvrages historiques, les ouvrages philosophiques ou techniques. De là est apparue l'idée que certaines œuvres n'étaient écrites que pour leur caractère esthétique. Le terme de wenxue a alors été utilisé pour ce type d'écrits.
Après le texte de Cao Pi, un ouvrage important sur l'esthétique littéraire est celui de Lu Ji (261-303), le Fu sur la littérature (wen fu). Lu Ji y décrit (d'où le genre adopté, le fu étant essentiellement descriptif) le processus de la création, dont la réussite tient à la fois de l'imagination et du travail sur la langue.

## Littérature chinoise et Occident

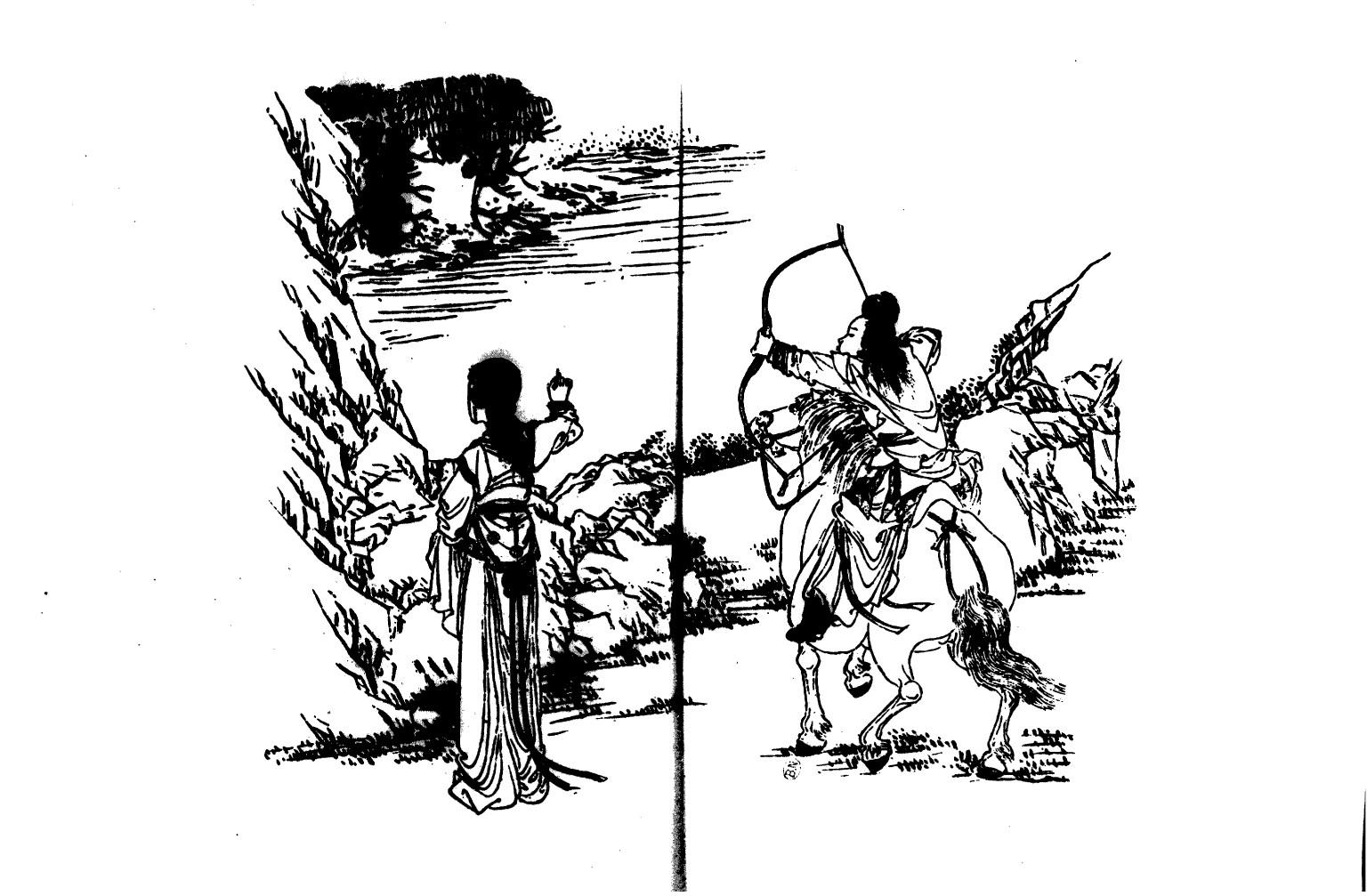
Illustration pour Le Livre de jade. Poèmes traduits du chinois (édition de 1902) de Judith Gautier (1845-1917). Dans cet ouvrage réédité plusieurs fois et traduit dans plusieurs langues, l'auteur n'hésitait pas à mêler ses propres poèmes à de véritables traductions de poètes chinois.

La connaissance de la Chine en Europe a d'abord été l'œuvre des missionnaires, et particulièrement des Jésuites. Les Quatre Livres sont traduits en latin dès 1699 et l'Europe du xviiie siècle s'est particulièrement intéressée à la Chine, ainsi que l'illustre L'Orphelin de la Chine (1755) de Voltaire ou L'Eroe Cinese (1782) de Cimarosa, tous deux inspirés de L'Orphelin de la famille Zhao, traduit par le père de Prémare en 1735. L'activité de traduction a connu un regain à la fin du xixe siècle avec les jésuites Séraphin Couvreur, traducteur des Classiques et Léon Wieger, mais aussi le protestant James Legge. Malgré des biais dus à leur vision chrétienne de la culture chinoise, les jésuites avaient l'avantage de vivre en Chine et de bien connaître la langue. Ce n'était pas le cas des premiers universitaires spécialistes de la Chine, à partir du début du xixe siècle, qui étudiaient le chinois comme une langue morte : Stanislas Julien, Hervey-Saint-Denis, Bazin aîné, auxquels on doit cependant de nombreuses traductions de la littérature classique. Après la Seconde Guerre mondiale, la collection « Connaissance de l'Orient », créée par Étiemble en 1956, est la première à avoir fait connaître des œuvres, y compris d'auteurs modernes, à un public plus large. La Chine elle-même, avec la création des Éditions en langues étrangères (en) en 1952, pour lesquelles ont travaillé Gladys Yang et Yang Xianyi, a contribué à la diffusion de sa littérature moderne à l'étranger.
En comparaison de l'immensité de la production littéraire chinoise, depuis les temps les plus anciens, seule une très maigre partie a été traduite en langues occidentales. Depuis l'émergence économique de la Chine, ce phénomène éditorial commence à évoluer, avec l'apparition de maisons d'éditions spécialisées comme les Éditions Philippe Picquier ou Bleu de Chine en langue française.
Phénomène nouveau, des écrivains d'origine chinoise commencent aujourd'hui à s'exprimer directement en langue française, l'exemple le plus édifiant étant François Cheng, premier Chinois d'origine admis à l'Académie française ; il y a également Dai Sijie, connu surtout pour son roman Balzac et la Petite Tailleuse chinoise (2000). D'autres, comme Gao Xingjian, ont émigré en France où leurs idées peuvent être reçues publiquement.
L'engouement récent pour la Chine a donc eu un impact positif sur la création littéraire chinoise et sa réception à l'étranger, parallèlement à une commercialisation de certains écrivains répondant aux goûts du public français : Mian Mian, Wei Hui ou Mu Zimei sont ainsi des phénomènes littéraires dont la valeur reste encore à prouver.

## Listes et catégories

### Auteurs
- Liste d'écrivains chinois, Génération post 70 (en)
- Liste de poètes de langue chinoise
- Femmes écrivaines dans la littérature chinoise (en)
- Écrivains chinois du XXIe siècle
- Écrivains chinois de science-fiction (es)
- Romanciers chinois par siècle (en)

### Œuvres
- Canon taoïste
- Liste de textes de la Chine antique
- Liste d'encyclopédies chinoises
- Liste d'œuvres littéraires chinoises
- Œuvres littéraires chinoises par genre
- Liste des Trésors nationaux du Japon (écrits : livres chinois)
- Liste de livres érotiques chinois (de)
- Œuvres littéraires chinoises contemporaines par auteur

### Genres
- Bande dessinée chinoise
- Philosophie chinoise
- Poésie chinoise, Poésie chinoise contemporaine
  - Liste d'anthologies de poésie chinoise (en)
  - Poésie cantonaise (en)
  - Poètes obscurs (1978-1980)
- Théâtre chinois : Sun Weishi, Académie d'étude du théâtre chinois, Opéra chinois, Salles de théâtre en Chine, Pièces de théâtre chinoises, Drama (China) (de)
- Kōan (bouddhisme) (chinois) : Le Recueil de la falaise bleue, La Barrière sans porte

### Revues
- Chinese Literature (magazine) (en) (1951-2000)
- People's Literature (en) (depuis 1949), Pathlight (magazine)
- Renditions (Hong-Kong, depuis 1973)

## Institutions
- Maisons d'édition en Chine (en)
- Institut Confucius
- Document numéro 9, Censure en république populaire de Chine
- Censure d'Internet en république populaire de Chine

### Associations
- China Writers Association (en) (CWA)
- China Federation of Literary and Art Circles (en) (CFLAC)
- Association of Chinese language writers in Europe (en)

### Bibliothèques
- Bibliothèque nationale de Chine
- Bibliothèques en Chine, Liste de bibliothèques chinoises (de), Bibliothèques de Chine (en)

### Festivals
- Festival littéraire international de Shaghai (en)

### Prix littéraires
- Prix littéraire Mao-Dun
- Prix littéraire Lao She (en)
- Prix littéraire Lu Xun (en)
- Prix littéraire Shi Nai'an (en)
- Prix de poésie de Yinchuan (en)
- Prix littéraire Xingyun (de) (SF)
- Prix de littérature jeunesse chinoise (en)
- New Concept Writing Competition (en)

#### Anthologies
- Sung-Nien Hsu, Anthologie de la littérature chinoise des origines à nos jours, Paris, Delagrave, 1932. [PDF] [lire en ligne]
- Jacques Pimpaneau, Anthologie de la littérature chinoise classique, Arles, Éditions Philippe Picquier, 2004, 952 p.
- Treize Récits chinois. 1918-1949, trad. Martine Vallette-Hémery, Philippe Picquier, 1987, rééd. « Picquier poche », 2000
- Le Fox-trot de Shanghai et autres nouvelles chinoises, trad. Isabelle Rabut et Angel Pino, Albin Michel, « Les grandes traductions », 1996
- Un cœur d'esclave. Nouvelles chinoises contemporaines, Éditions du Centenaire, 1980
- Rémi Mathieu (éd., trad.), Anthologie des mythes et légendes de la Chine ancienne, Gallimard, 1989
- Annie Curien (dir.), Anthologie des nouvelles chinoises contemporaines, Gallimard, 1994
- Martine Vallette-Hémery (dir.), Treize récits chinois, Picquier, 2000
- Jacques Dars (éd. trad.), Aux portes de l'enfer, récits fantastiques de la Chine ancienne, Picquier, 1997
- Annéie Curien (éd. trad.), Littératures enchantées des Dong, Bleu de Chine, 2000
- Bialais/Gilbert/Denès/Woilliez, À mes frères du village de garnison, anthologie de nouvelles taïwanaises, Bleu de Chine, 2001
- Chu Hsi-ning, Chu Tien-Wen et Chu Tien-Hsin, Anthologie des nouvelles de Hong Kong

#### Ouvrage général
- Jacques Gernet, Le Monde chinois : 1. De l'âge de bronze au Moyen Âge. 2100 avant J.-C.-xe siècle après J.-C., Paris, Armand Colin, 2005 (1re éd. 1972), 380 p.
- Jacques Gernet, Le Monde chinois : 2. L'époque moderne. xe siècle-xixe siècle, Armand Colin, 2005 (1re éd. 1972), 378 p.
- Jacques Gernet, Le Monde chinois : 3. L'époque contemporaine. xxe siècle, Armand Colin, 2005 (1re éd. 1972), 190 p.

#### Ouvrages sur la littérature
- Paul Bady, La Littérature chinoise moderne, Paris, Presses universitaires de France, coll. « Que sais-je ? » (no 2755), 1993, 127 p. (ISBN 2-13-045400-3)
- Roger Darrobers, Le Théâtre chinois, Paris, Presses universitaires de France, coll. « Que sais-je ? » (no 2980), 1995, 128 p. (ISBN 2-13-047039-4)
- Noël Dutrait, Petit Précis à l'usage de l'amateur de littérature chinoise contemporaine, Arles, Éditions Philippe Picquier, 2002, 141 p. (ISBN 2-87730-588-0, présentation en ligne)
- Odile Kaltenmark, La Littérature chinoise, Presses universitaires de France, coll. « Que sais-je ? » (no 296), 1977 (1re éd. 1948), 126 p.
- André Lévy, La Littérature chinoise ancienne et classique, Paris, Presses universitaires de France, coll. « Que sais-je ? » (no 296), 1991, 125 p. (ISBN 2-13-043847-4)
- André Lévy (dir.), Dictionnaire de littérature chinoise, Paris, Presses universitaires de France, coll. « Quadrige », 2000 (1re éd. 1994), 429 p. (ISBN 2-13-050438-8)
- Jean Levi, La Chine romanesque. Fictions d'Orient et d'Occident, Seuil, « La librairie du xxe siècle », 1995
- Luxun, Brève histoire du roman chinois, trad. Charles Bisotto, Gallimard, « Connaissance de l'Orient », 1993 (1924) (sur la littérature populaire écrite).
- Jacques Pimpaneau, Chine. Histoire de la littérature, Arles, Éditions Philippe Picquier, 2004 (1re éd. 1989), 452 p. (ISBN 2-87730-702-6)
- Jacques Pimpaneau, Chine. Littérature populaire : Chanteurs, conteurs, bateleurs, Arles, Éditions Philippe Picquier, 1991, 312 p. (ISBN 2-87730-097-8)
- Yinde Zhang, Le Roman chinois moderne. 1918-1949, Presses universitaires de France, « Écriture », 1992.
- Yinde Zhang, Histoire de la littérature chinoise, Paris, Ellipses, coll. « Littérature des cinq continents », 2004, 118 p. (ISBN 2-7298-1814-6)
- (en) Kang-i Sun Chang et Stephen Owen (dir.), The Cambridge History of Chinese Literature : Volume 1: To 1375, Cambridge, Cambridge University Press, 2010
- (en) Kang-i Sun Chang et Stephen Owen (dir.), The Cambridge History of Chinese Literature : Volume 2: From 1375, Cambridge, Cambridge University Press, 2013

#### Ouvrages sur un sujet spécifique
- Christophe Comentale, Les Estampes chinoises : Invention d'une image, Paris, Éditions Alternatives, 2003, 143 p. (ISBN 2-86227-388-0)
- Viviane Alleton et Michael Lackner (dir.), De l'un au multiple. Traduction du chinois vers les langues européennes, Éditions de la Maison des sciences de l’homme, 1999 [lire en ligne]
- (en) Renditions, revue de traduction [numéros en ligne]